# 1964
1964 (MCMLXIV) byl rok, který dle gregoriánského kalendáře započal středou.

## Události

### Česko
- 5. března – V platnost vešel nový Občanský zákoník (zákon 40/1964 Sb.), který platil do konce roku 2013.
- 26. března – V platnost vešlo usnesení vlády č. 180/1964 Sb., které řešilo likvidaci historického centra Mostu z důvodu těžby hnědého uhlí a jeho nahrazení novým městem jižně od původního.
- 31. března – V Národním shromáždění byl přijat zákon o Československém rozhlase a Československé televizi.
- 1. duben – Byla přijata nová úprava výplaty důchodů. Důchody přesahující 700 Kčs začaly být progresivně zdaňovány, důchody nižší byly zvýšeny. Cílem opatření mělo být srovnání příjmů ze sociálních dávek mezi důchodci.
- 30. května – Do provozu byla předána dokončená spojovací železniční trať Radotín – Krč – Vršovice v Praze, která tvořila 1. etapu přestavby pražského železničního uzlu. Dominantou tratě se stal 910 m dlouhý Branický most přes Vltavu pro pěší a železnici, nazývaný lidově most Inteligence (v 50. letech se na jeho výstavbě ve velké míře podíleli příslušníci inteligence). Zahájení provozu na nové trati se zúčastnil ministr dopravy Alois Indra.
- 14. června – Uskutečnily se volby do Národního shromáždění, do všech stupňů národních výborů a volby soudců z lidu.
- 3. července – Na dně Černého jezera u Železné Rudy na Šumavě nalezli potápěči Svazarmu několik beden s nacistickými písemnostmi. Ve skutečnosti se jednalo o akci Neptun zinscenovanou StB, která měla zkompromitovat mnohé význačné osobnosti NSR a Rakouska. Bedny s dokumenty byly do jezera vhozeny až v červnu t. r. Přestože většina z nalezených dokumentů skutečně pocházela z období nacistické okupace Československa, dramatický způsob jejich nálezu měl zvýšit zájem médií o uvedené materiály nejen v Československu, ale zejména v NSR, a zastrašit zkompromitované osoby.
- 27. srpna – Na oficiální návštěvu Československa přicestoval do Prahy generální tajemník ÚV KSSS Nikita Sergejevič Chruščov. Během návštěvy se zúčastnil také oslav 20. výročí Slovenského národního povstání v Banské Bystrici.
- 12. listopadu – Uskutečnila se volba prezidenta ČSSR. Jediným kandidátem byl Antonín Novotný, který byl také jednomyslně do této funkce zvolen (podle nové ústavy na 5 let).
- Na trh byl uveden automobil Škoda 1000 MB.
- Do provozu bylo v průběhu roku postupně předáno 6 výrobních energetických bloků nové tepelné elektrárny Tušimice I na Chomutovsku. Elektrárna je prostřednictvím pásových dopravníků zásobována hnědým uhlím z přilehlého dolu Nástup.[1]

### Svět
- 1. ledna – zánik Federace Rhodesie a Ňaska
- 12. ledna – začala Zanzibarská revoluce, při které převážně černošští povstalci svrhli převážně arabskou vládu a založili socialistickou republiku
- 12. září – Národní park Canyonlands byl prohlášen za národní park.
- 21. září – Malta získala nezávislost na Velké Británii.
- 29. září – byly uzavřeny hranice mezi Bulharskem a Řeckem.
- 15. října – byl odvolán ministerský předseda SSSR Nikita Sergejevič Chruščov. Jeho nástupcem se stal Leonid Iljič Brežněv.
- 16. října – Čína poprvé zkušebně odpálila jadernou zbraň.
- Rover P6 byl zvolen autem roku.[2]
- V západním Německu byly poprvé do automobilů montovány Wankelovy motory s rotačním pístem.
- V USA se konaly první pokusy s iontovými raketovými motory nad zemskou atmosférou.
- V červnu 1964 byli Nelson Mandela a sedm dalších obviněných v tzv. Rivonijském procesu odsouzeni na doživotí za plánování ozbrojeného převratu.
- V létě roku 1964 americká armáda oficiálně vstoupila do války ve Vietnamu.
- V Innsbrucku a okolí se konaly Zimní olympijské hry 1964.

## Vědy a umění
- 17. ledna – v USA byla vydána kniha Roalda Dahla Karlík a továrna na čokoládu
- 25. června – zatmění Měsíce
- 6. července – v Londýně měl premiéru film o Beatles Perný den
- 19. srpna – byla vypuštěna první stacionární družice Syncom 3 určená ke komunikačním účelům.
- 12. října – byla v Sovětském svazu vypuštěna na oběžnou dráhu první vícemístná kosmická loď Voschod 1 a úspěšně přistála po 24 hodinách a 17 minutách. Na palubě byli kosmonauti Vladimir Michajlovič Komarov, Konstantin Petrovič Feoktistov a Boris Borisovič Jegorov.
- 14. října – společnost Philips začíná experimentovat s barevnou televizí.
- 16. říjen – premiéra prvního a patrně i vůbec nejznámějšího českého filmového muzikálu, natočeného režisérem Ladislavem Rychmanem Starci na chmelu
- 20. listopadu – v Moskvě měly premiéru smyčcové kvartety č. 9 a č. 10 Dmitrije Šostakoviče
- 28. listopadu – v USA byla vypuštěna sonda Mariner 4 a začala úspěšně zkoumat planetu Mars.
- Byla ohlášena příprava chemického prvku rutherfordia v laboratořích Ústavu jaderného výzkumu v Dubně (SSSR).

## Nobelova cena
- Nobelova cena za fyziku – Charles Hard Townes, Nikolaj Gennadijevič Basov, Alexandr Michajlovič Prochorov
- Nobelova cena za chemii – Dorothy Crowfoot Hodgkin
- Nobelova cena za fyziologii a medicínu – Konrad Bloch, Feodor Lynen
- Nobelova cena za literaturu – Jean-Paul Sartre (cenu odmítl)
- Nobelova cena za mír – Martin Luther King

## Narození

### Česko

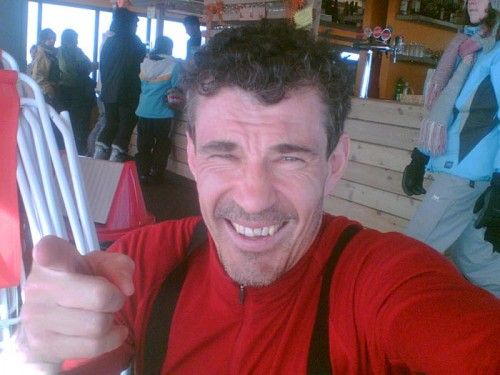
Jindřich Hudeček (* 27. února)

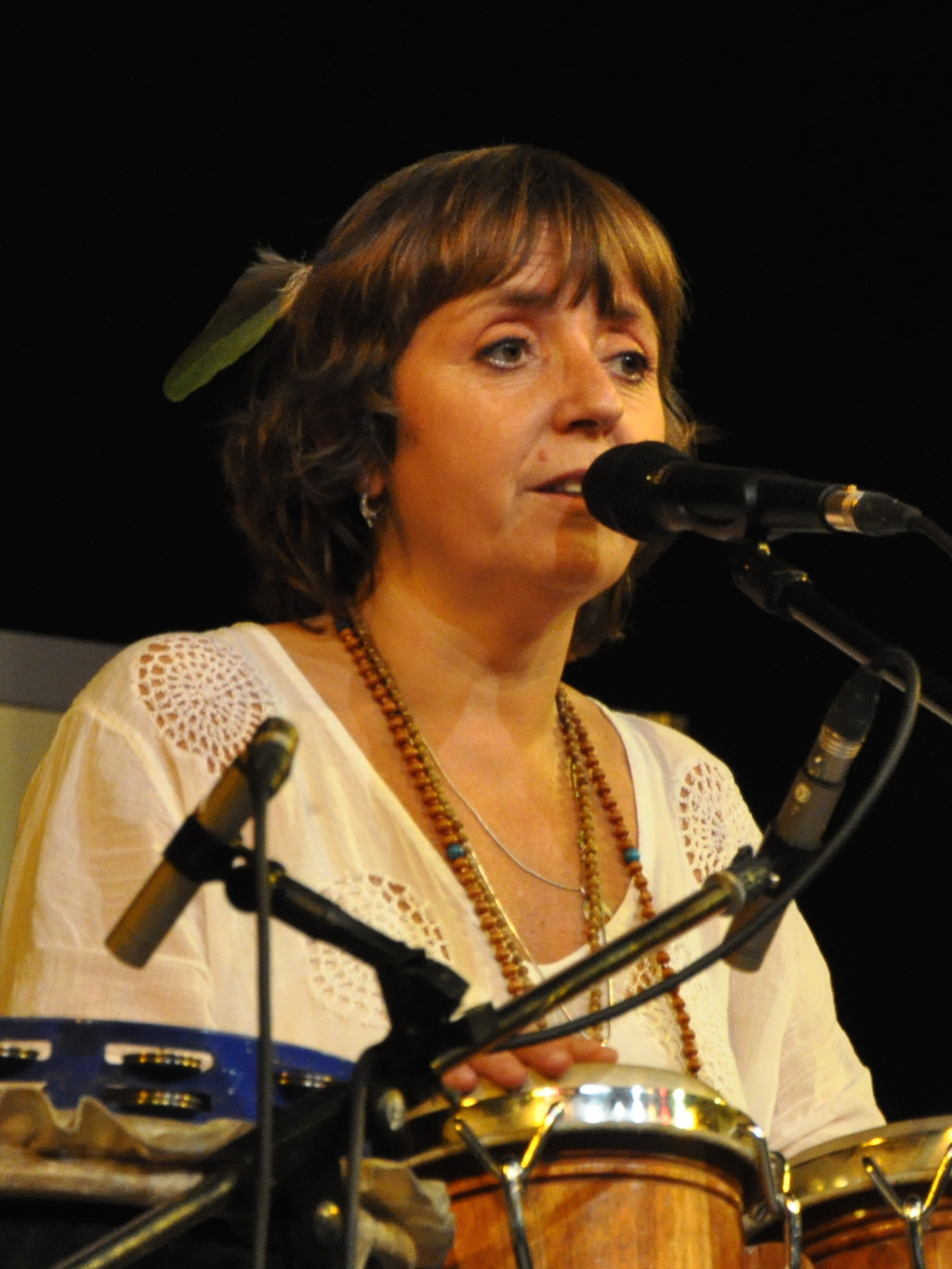
Barbora Hrzánová (* 22. dubna)

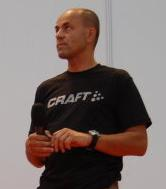
Radek Jaroš (* 29. dubna)

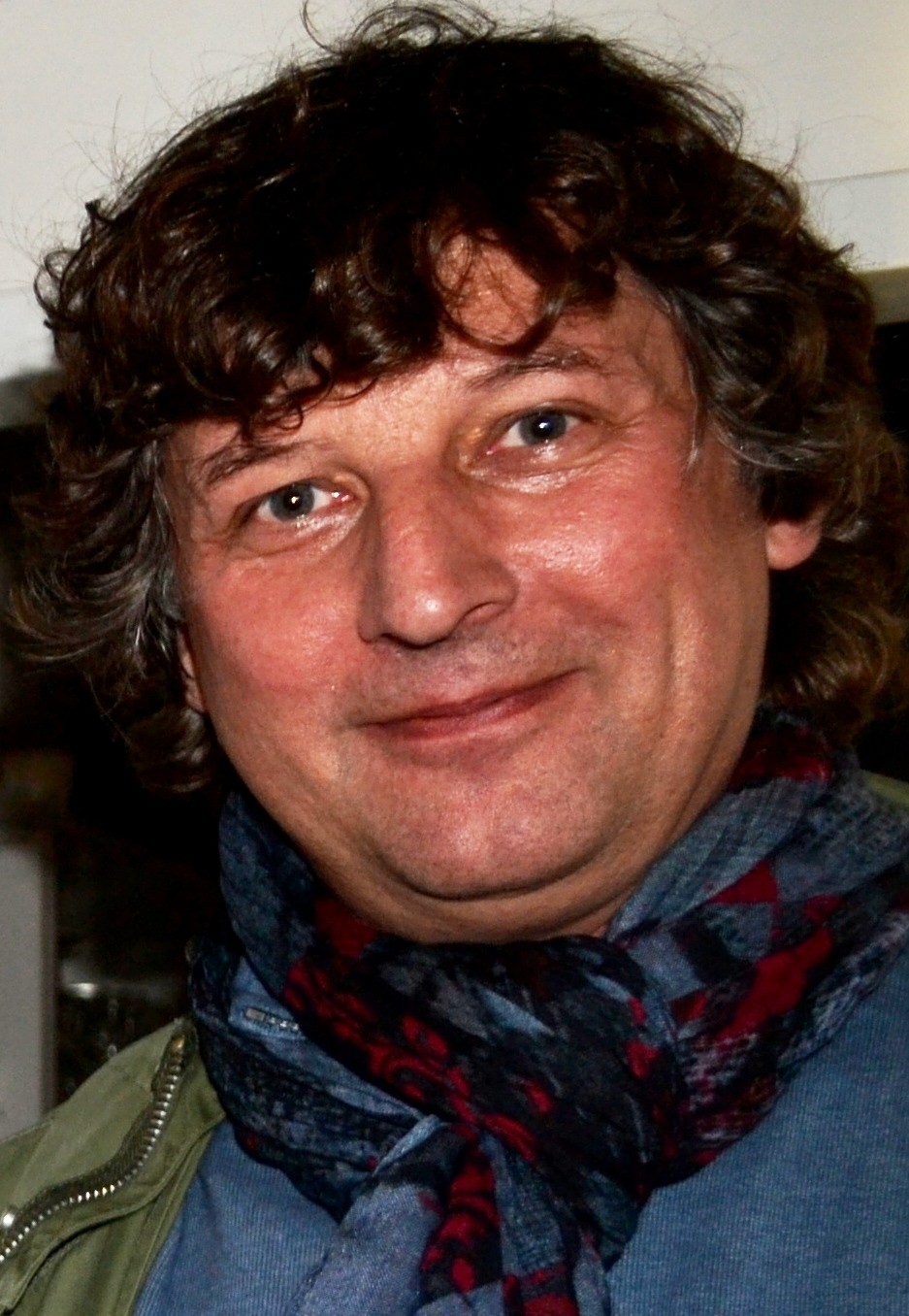
Petr Malásek (* 10. června)

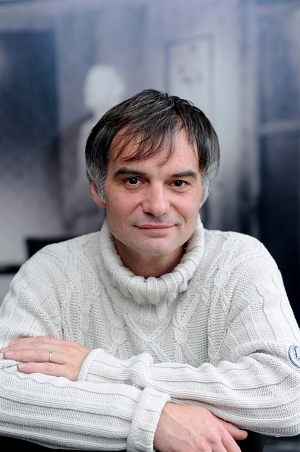
Ivan Trojan (* 30. června)

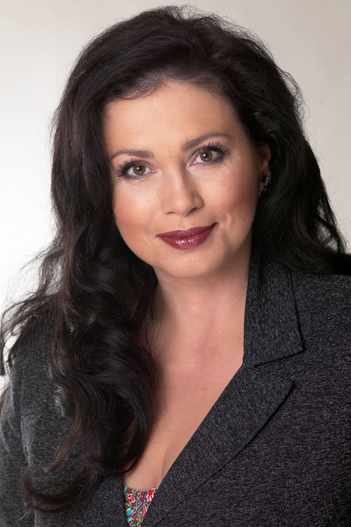
Jana Bobošíková (* 29. srpna)

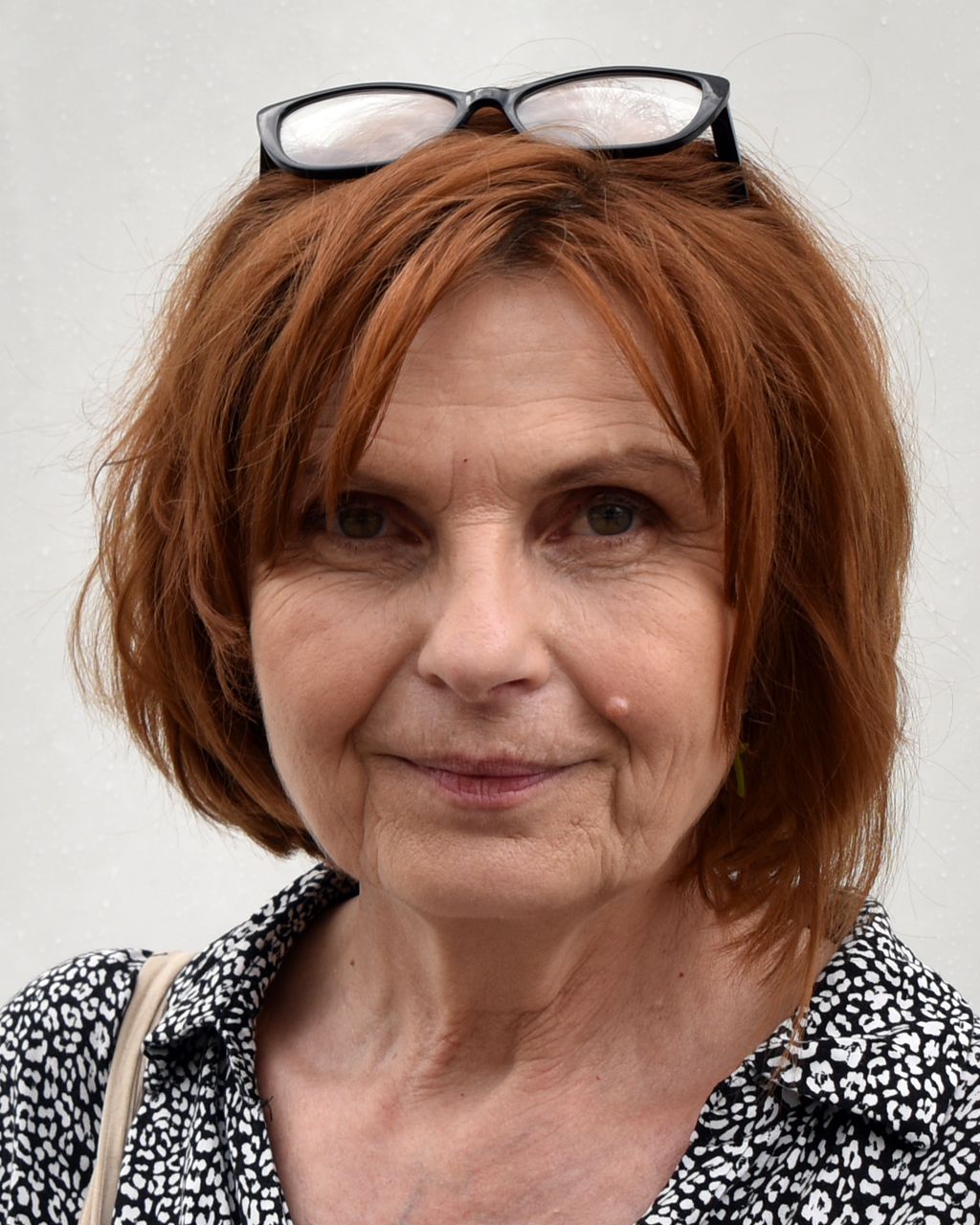
Petra Procházková (* 20. října)

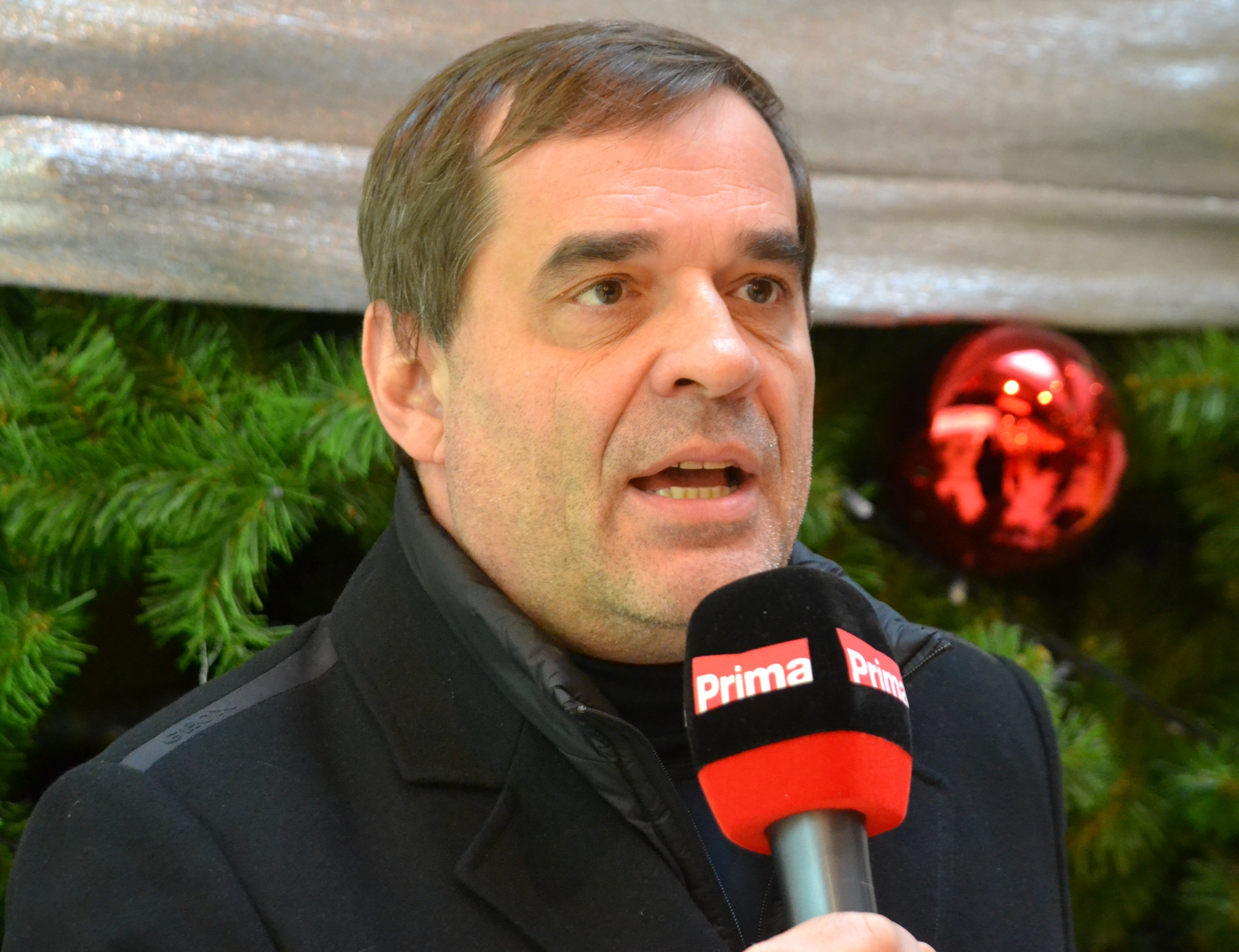
Miroslav Etzler (* 22. prosince)

- 01. ledna – Ivo Purš, historik výtvarného umění
- 06. ledna
  - Gorazd Pavel Cetkovský, římskokatolický kněz
  - Michael Hofbauer, herec († 10. ledna 2013)
  - Tomáš Hájek, autor uměleckých a vědeckých textů
- 07. ledna – Petr Vlk, hokejový útočník a trenér
- 08. ledna – Petr Placák, spisovatel, textař, historik a publicista
- 10. ledna
  - Robert Kubánek, básník, prozaik a překladatel († 20. listopadu 2014)
  - Zdeněk Kub, baskytarista skupiny Arakain
- 11. ledna – Veronika Richterová, výtvarnice, malířka a sochařka
- 16. ledna
  - Jiří Borovička, astronom
  - Václav Svoboda, herec
- 17. ledna
  - Josef Pospíšil, fotbalista a trenér
  - Petr Mrkývka, právník, diplomat a vysokoškolský pedagog
- 18. ledna – Milan Feranec, politik a právník († 10. ledna 2025)
- 19. ledna
  - Milan Peroutka, bubeník skupiny Olympic († 4. května 2013)
  - Petr Vokřál, politik, manažer a podnikatel
- 20. ledna
  - Luboš Kubík, fotbalista a trenér
  - Petr Podaný, fotbalový útočník
  - Roman Kučera, fotbalový trenér
  - Věra Kovářová, politička
- 21. ledna – Richard Svoboda, politik
- 22. ledna – Ivo Chvátil, výtvarník a fotograf
- 23. ledna – Petr Šmíd, politik a učitel
- 24. ledna – Pravoslav Sukač, fotbalový záložník
- 25. ledna
  - Miroslav Leština, politik
  - Rudolf Jindrák, diplomat
- 26. ledna – Daniel Rovan, politik
- 28. ledna – Pavel Bergman, fotbalista
- 29. ledna
  - Igor Karen, lékař a politik
  - Roman Češka, politik
  - Vladimír Ninger, politik, lékař a vysokoškolský pedagog
- 30. ledna – Tomáš Trapl, zpěvák, muzikálový herec a dabér
- 31. ledna - Helena Brabcová, herečka
- 01. února
  - Jitka Obzinová, novinářka
  - Petr Sklenička, profesor, krajinář
- 04. února – Roman Prymula, epidemiolog
- 05. února – Petr Kostelník, fotbalový brankář
- 06. února
  - Martina Hudečková, herečka
  - Ivo Křen, grafik a kurátor
- 08. února
  - Karel David, atlet, maratonec
  - Miroslav Petrásek, biatlonista a trenér běhu na lyžích
  - Robert Nebřenský, herec, kytarista, textař
- 13. února – Jiří Maryt, politik
- 14. února – Petr Samec, fotbalový útočník a trenér
- 15. února – Zbyněk Stanjura, politik
- 17. února
  - Vojtěch Petráček, jaderný fyzik a vysokoškolský pedagog
  - Lubomír David, československý řecko-římský zápasník
- 19. února – Petr Vojíř, fotbalový útočník
- 22. února– Katerina Janouch, švédská novinářka a spisovatelka
- 23. února
  - Jaroslav Brych, dirigent a sbormistr
  - Vladimír Koníček, politik
- 25. února – Tomáš Lichovník, ústavní soudce
- 27. února – Jindřich Hudeček, podnikatel, horolezec, motocyklový a automobilový závodník
- 18. března – Alena Schillerová politička, právnička
- 20. března – Petr Fiala, frontman skupiny Mňága a Žďorp
- 27. března – Vladimír Drápal (galerista), občanský aktivista, vydavatel
- 05. dubna – Petr Čtvrtníček, herec
- 13. dubna – Richard Žemlička, hokejový útočník
- 22. dubna – Barbora Hrzánová, herečka
- 29. dubna – Radek Jaroš, horolezec
- 08. května – Petra Jindrová Lupínková, dabérka
- 11. května – Václav Knoll, astronom († 10. února 2010)
- 20. května – Petr Kellner, podnikatel († 27. března 2021)
- 22. května – Dalibor Smutný, výtvarník
- 04. června – Veronika Jeníková, herečka
- 10. června – Petr Malásek, klavírista a skladatel
- 15. června – Pavel Ploc, skokan na lyžích
- 16. června – Věra Jakubková, politička
- 22. června – Miroslav Kadlec, fotbalista
- 30. června – Ivan Trojan, herec
- 15. srpna – Petr Gandalovič, politik
- 18. srpna – Věra Jourová, eurokomisařka
- 23. srpna
  - Matěj Forman, herec
  - Petr Forman, herec
- 29. srpna
  - Jana Bobošíková, politička
  - Petr Motloch, herec
- 06. září – Alois Grussmann, fotbalista a trenér
- 07. září – Sagvan Tofi, herec, zpěvák a model
- 15. září – Igor Stříž, státní zástupce
- 25. září
  - Jan Bloudek, horolezec, ekonom a předseda Českého horolezeckého svazu
  - Pavla Rychlá, dabérka a divadelní herečka
- 26. října – Naděžda Dobešová, kuželkářka a zastupitelka
- 20. října – Petra Procházková, novinářka a humanitární pracovnice
- 04. listopadu – Ivo Harák, básník a literární kritik
- 19. listopadu – Petr Nečas, politik
- 02. prosince – Petr Šandera, biskup Církve československé husitské
- 04. prosince – P.B.CH. (Petr Chovanec), baskytarista a zpěvák skupiny Lucie
- 06. prosince
  - Ivan Pihávek, fotbalový obránce
  - Jiří Kalous, hokejový útočník a trenér
  - Leo Luzar, politik a technik
- 07. prosince – Tomáš Samek, lingvistický antropolog a publicista
- 09. prosince
  - Josef Hurt, římskokatolický kněz
  - Petr Bříza, hokejový brankář a politik
- 13. prosince
  - Jiří Pomeje, herec a filmový producent († 26. února 2019)
  - Jiří Rohan, vodní slalomář, kanoista
- 21. prosince – Dušan Hluzín, politik a podnikatel
- 22. prosince
  - Miroslav Etzler, herec
  - Roman Kukleta, fotbalový útočník
  - Tomáš Valík, herec († 8. října 2016)
- 23. prosince – Petr Klíma, hokejista († 4. května 2023)
- 24. prosince – Vladimír Šeďa, fotbalový záložník
- 25. prosince – Radovan Vích, politik
- 29. prosince
  - Lenka Lanczová, spisovatelka
  - Norbert Lichý, herec a hudebník († 16. ledna 2024)
  - Svatava Kysilková, basketbalistka

### Svět

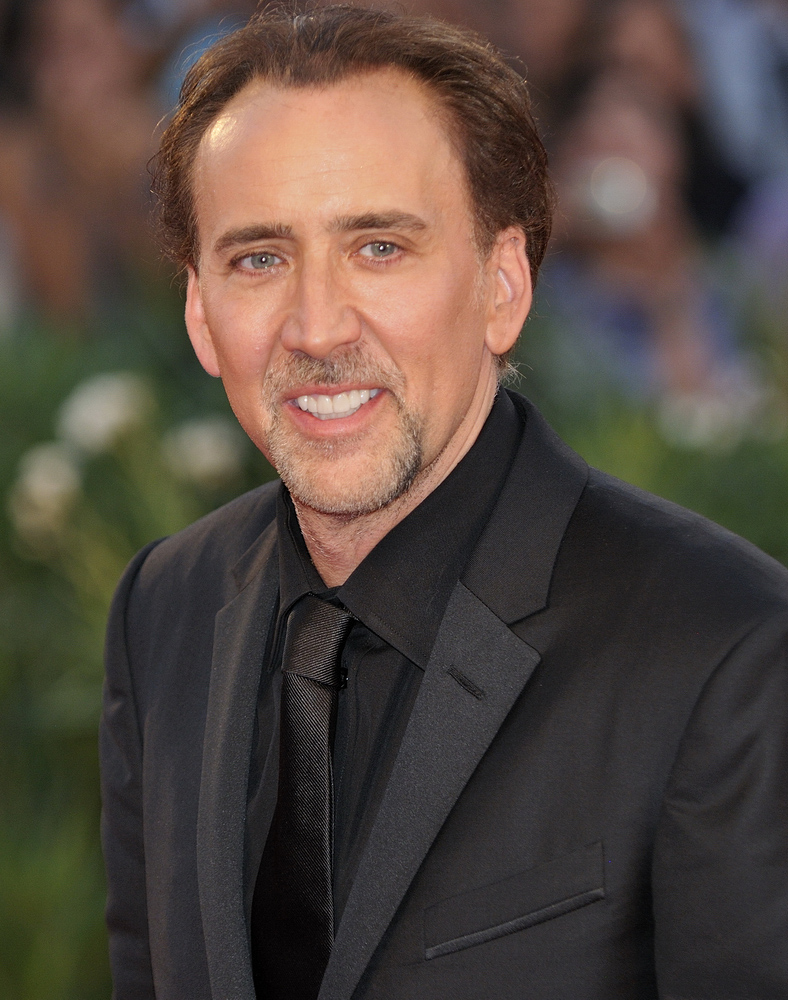
Nicolas Cage (* 7. ledna)

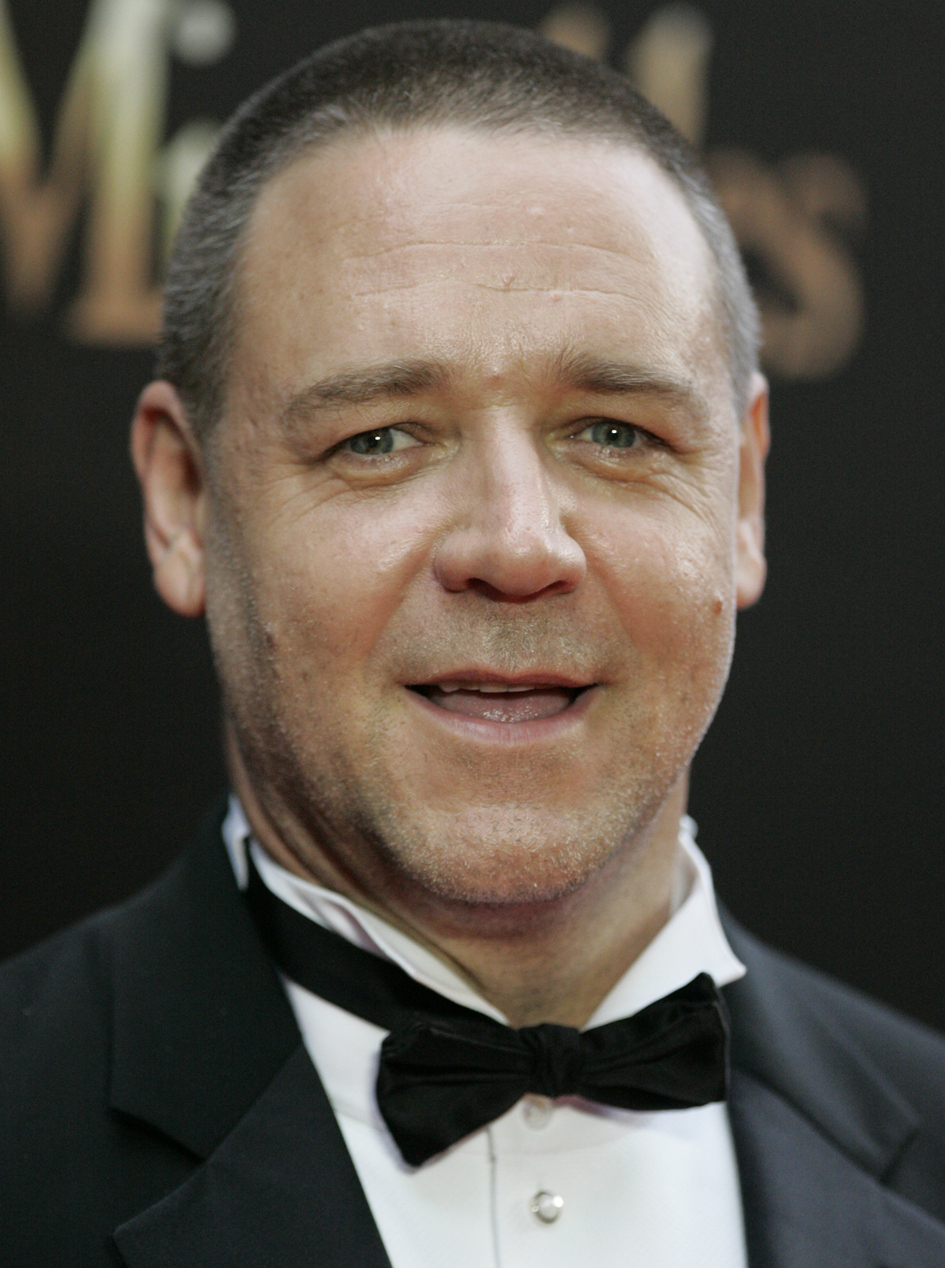
Russell Crowe (* 7. dubna)

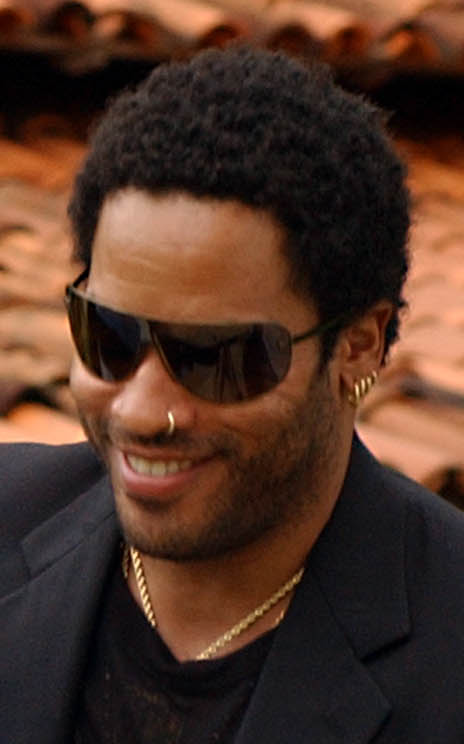
Lenny Kravitz (* 26. května)

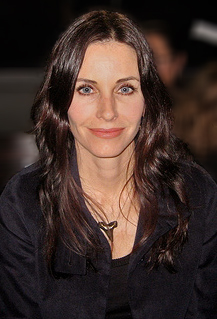
Courteney Cox (* 15. června)

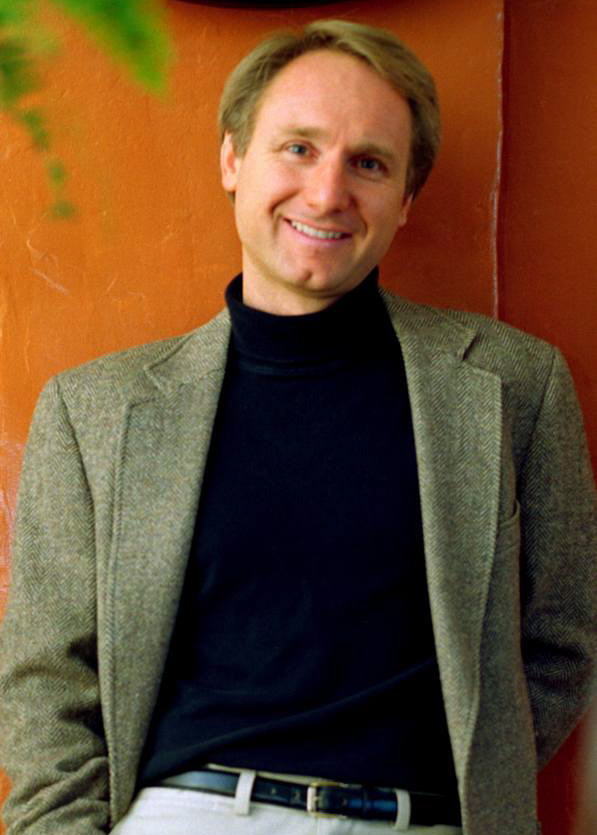
Dan Brown (* 22. června)

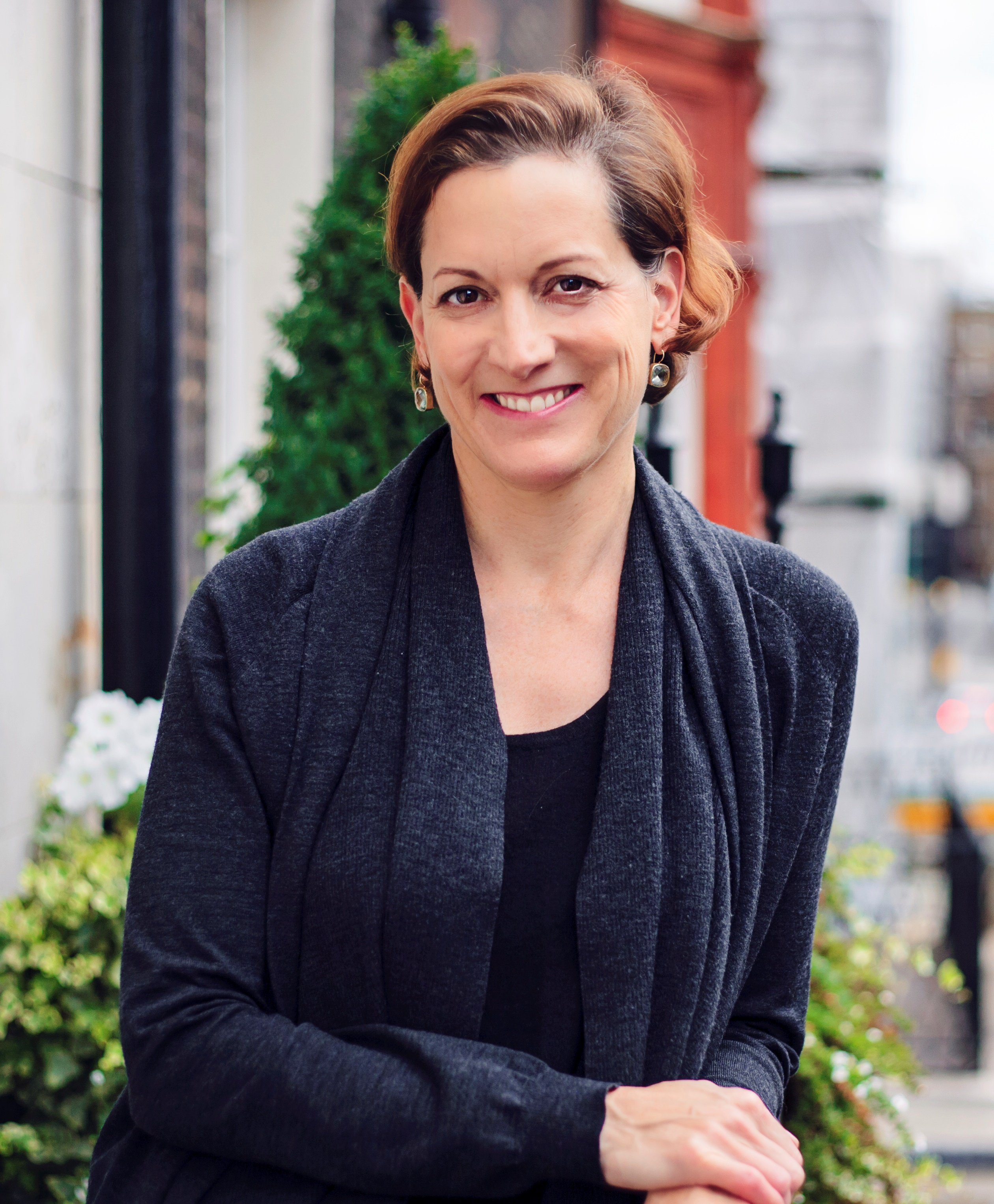
Anne Applebaumová (* 25. července)

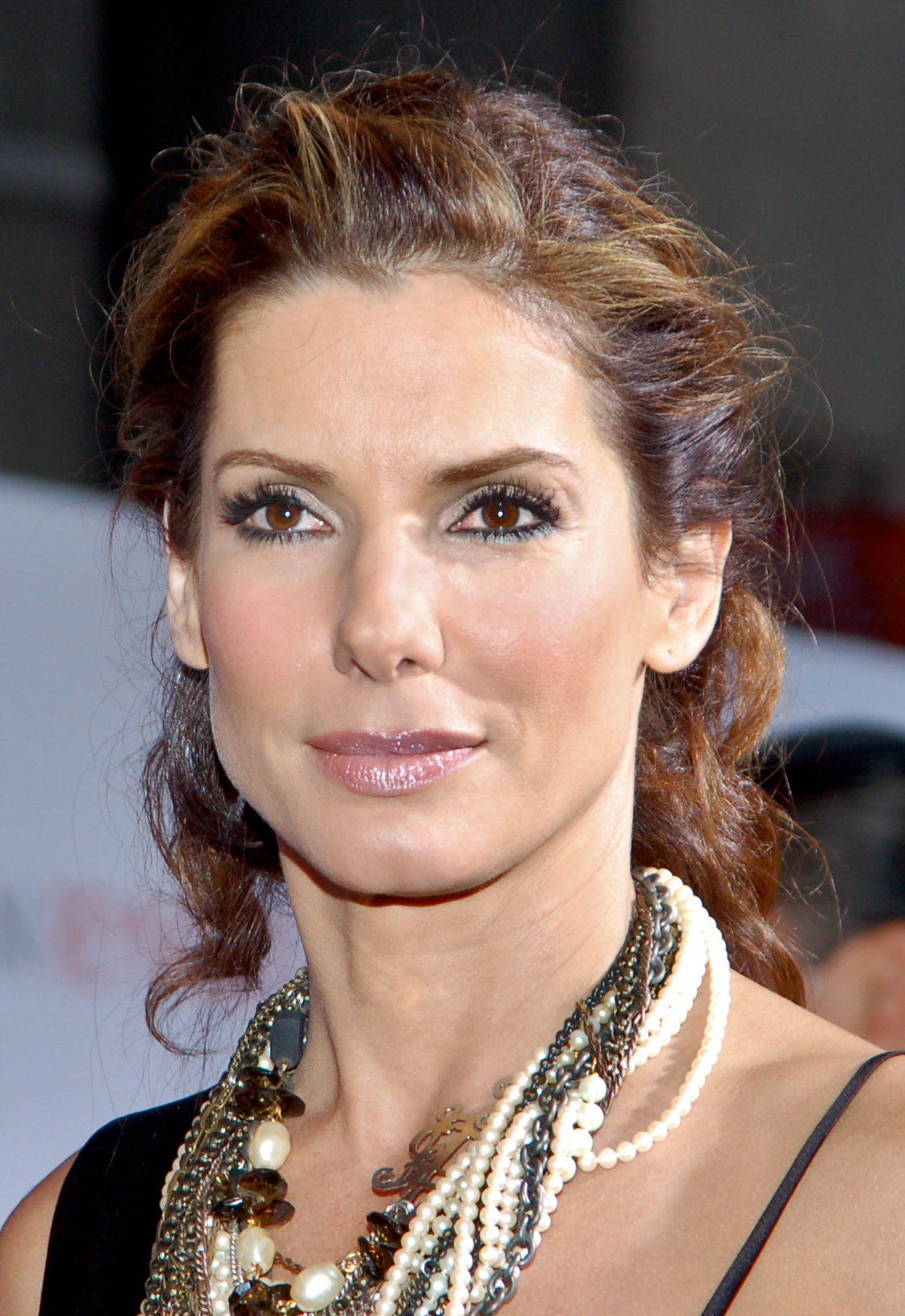
Sandra Bullock (* 26. července)

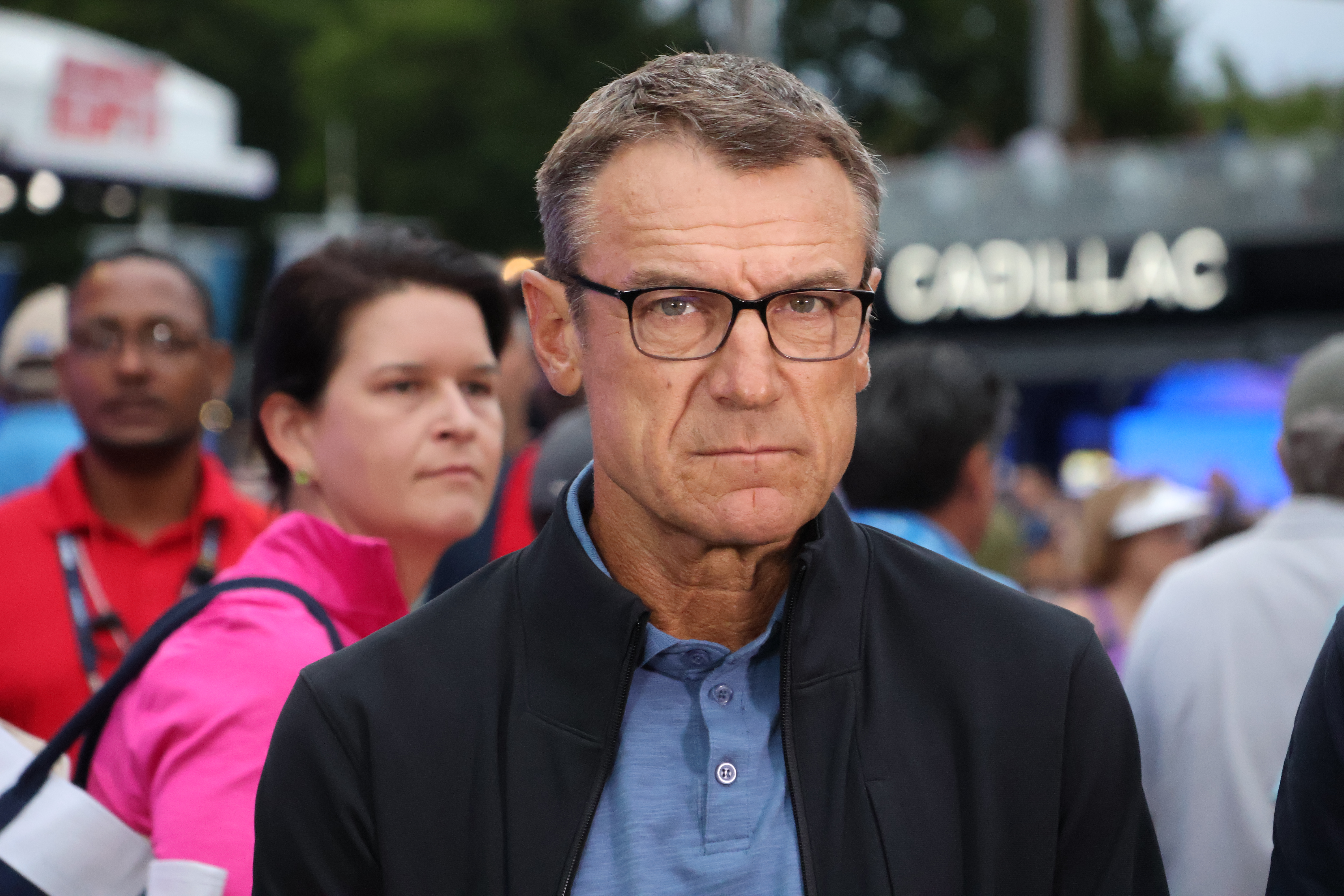
Mats Wilander (* 22. srpna)

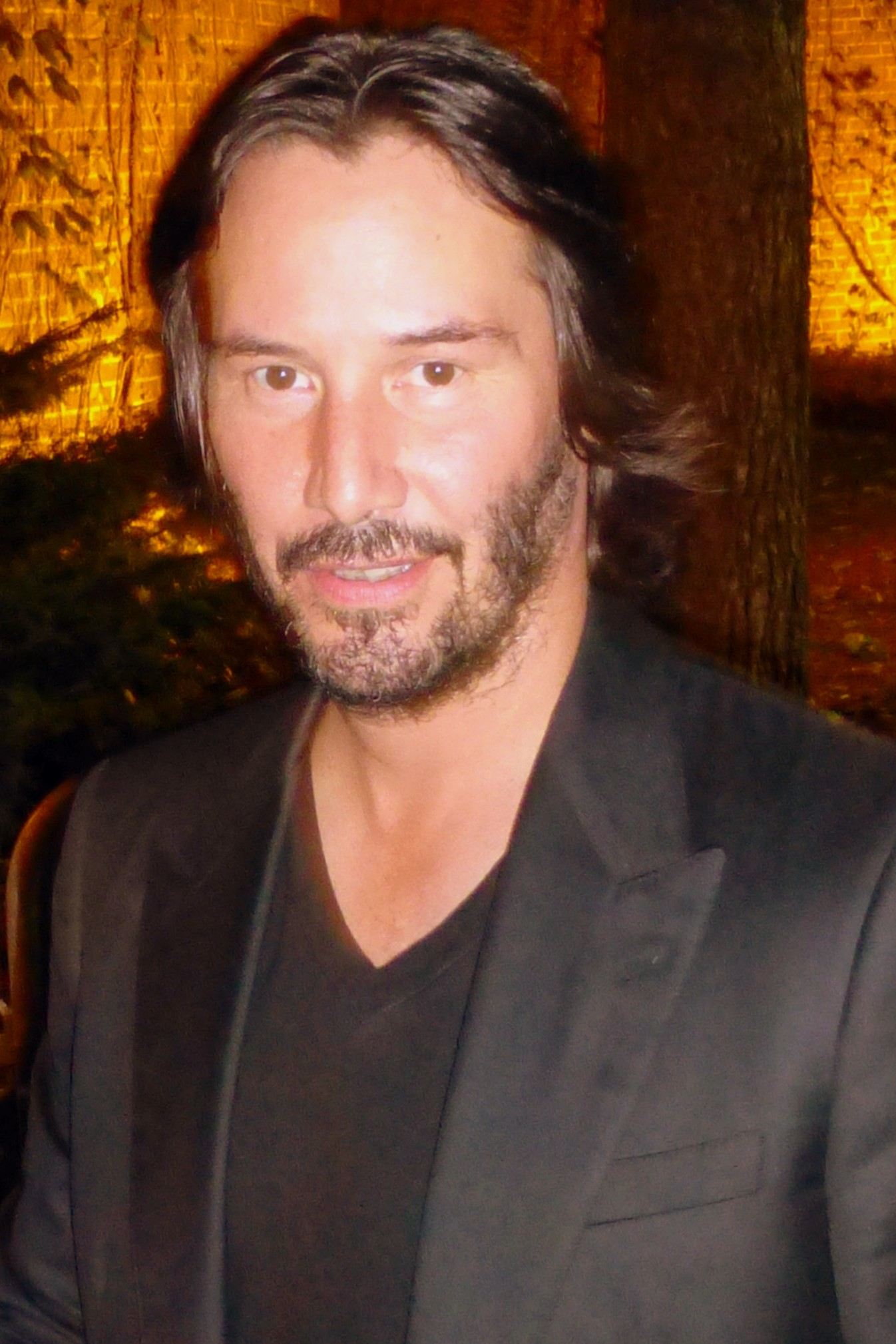
Keanu Reeves (* 2. září)

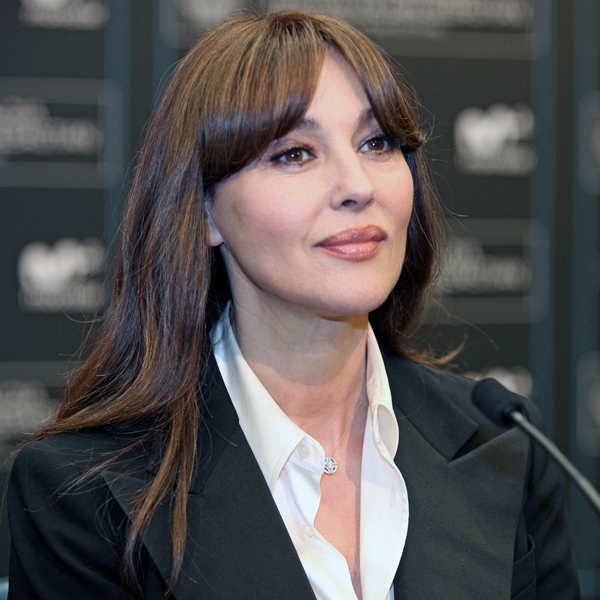
Monica Bellucciová (* 30. září)

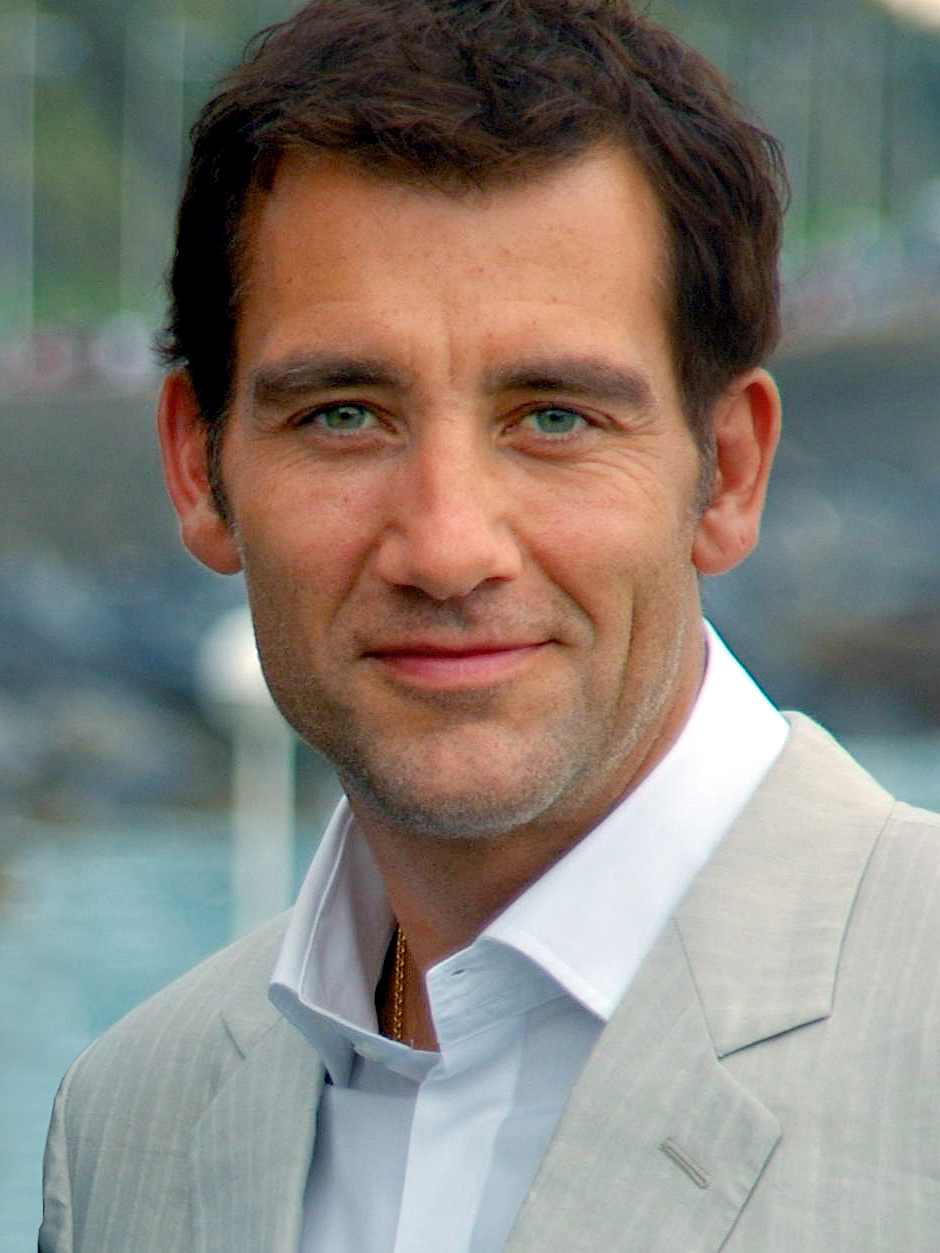
Clive Owen (* 3. října)

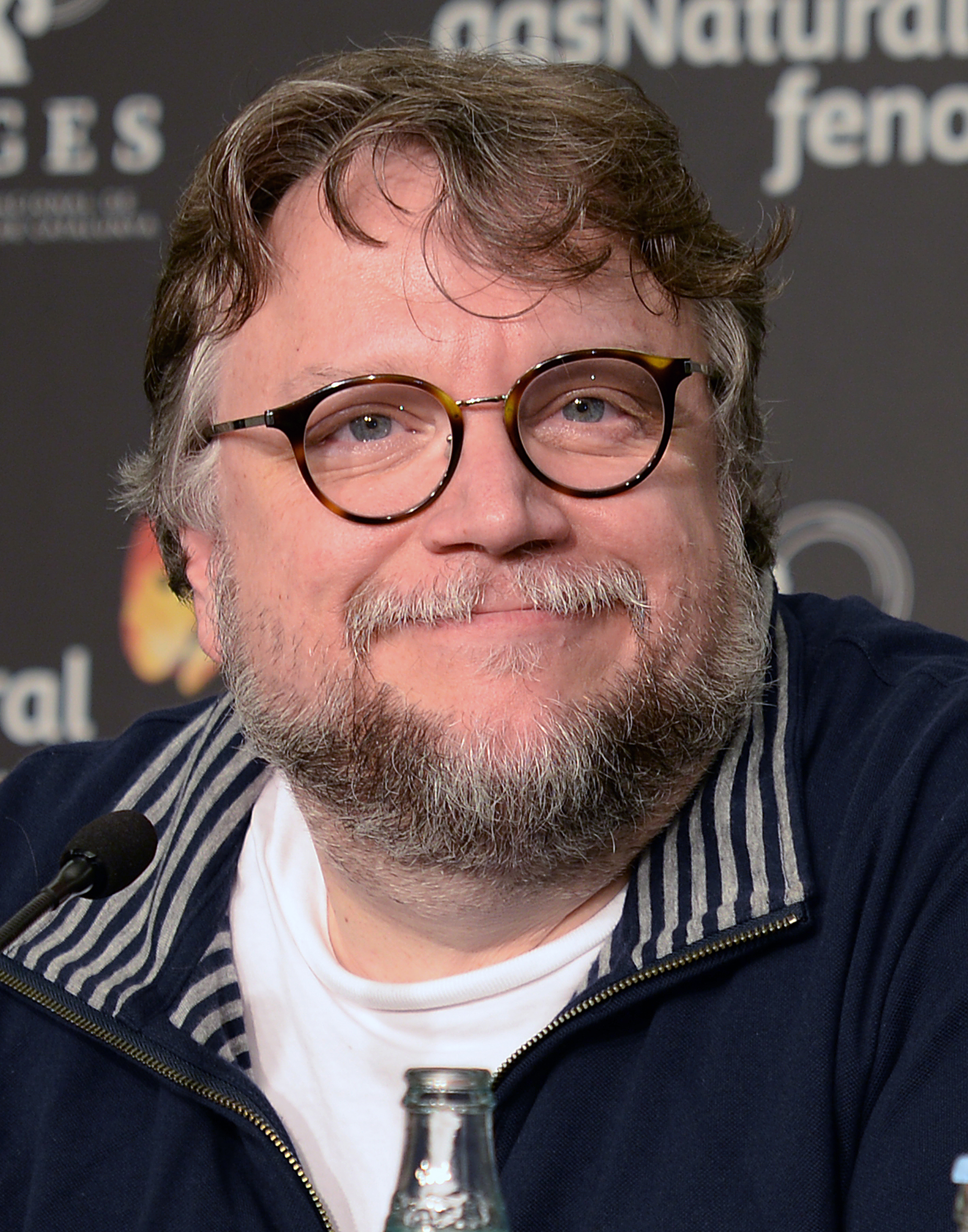
Guillermo del Toro (* 9. října)

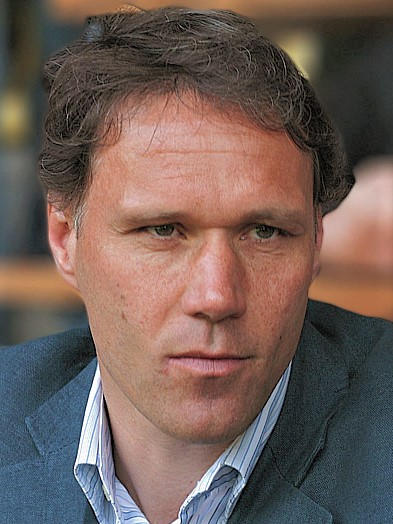
Marco van Basten (* 31. října)

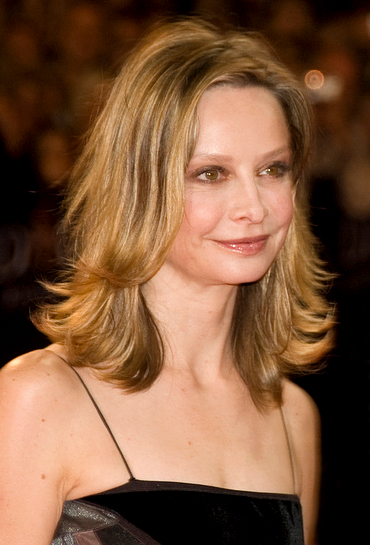
Calista Flockhart (* 11. listopadu)

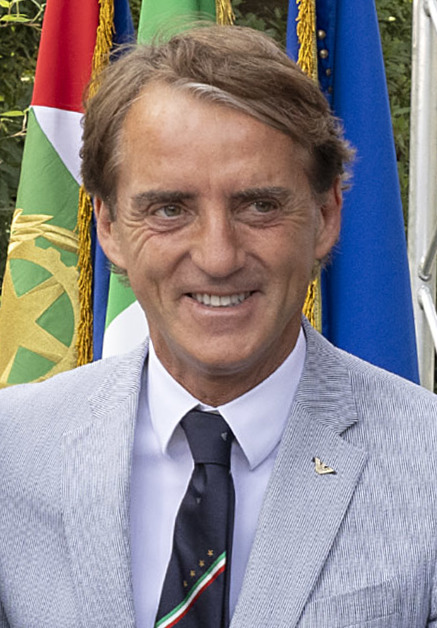
Roberto Mancini (* 27. listopadu)

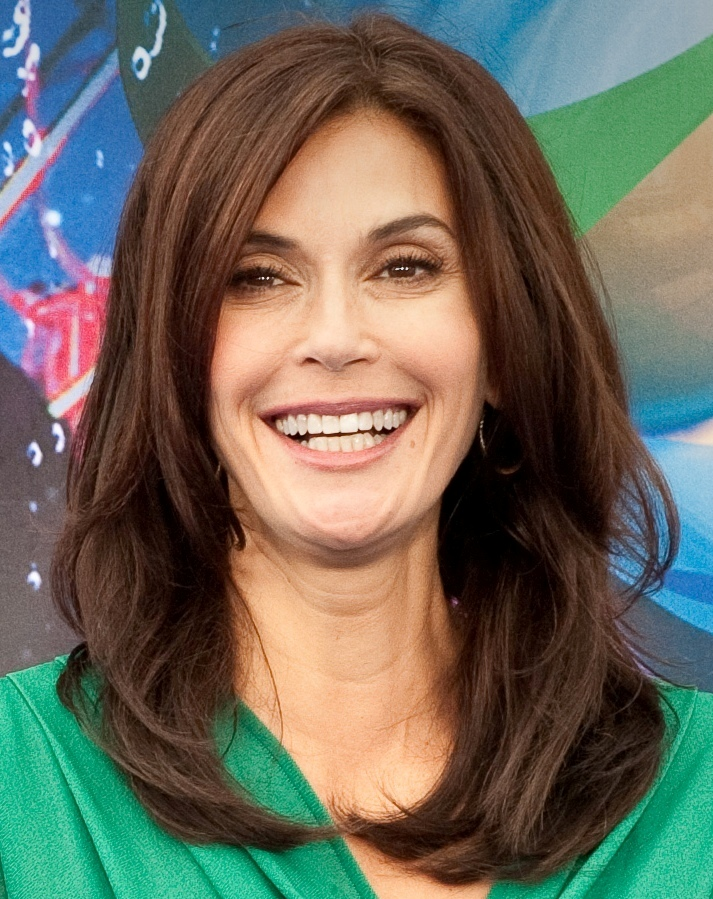
Teri Hatcherová (* 8. prosince)

- 01. ledna – Jicchak G'agula, izraelský politik a poslanec
- 04. ledna
  - Budimir Vujačić, jugoslávský a srbský fotbalista
  - Dot Jones, americká herečka a sportovkyně
  - Stanislav Struhar, rakouský spisovatel českého původu
- 05. ledna – Miguel Ángel Jiménez, španělský golfista
- 06. ledna
  - Guy Gosselin, americký hokejový obránce
  - Henry Maske, německý boxer
- 07. ledna
  - Bratan Cenov, bulharský řecko-římský zápasník
  - Christian Louboutin, francouzský módní návrhář obuvi
  - Nicolas Cage, americký herec, režisér a producent
- 08. ledna – José Luis Carranza, peruánský fotbalový záložník
- 11. ledna – Albert Dupontel, francouzský herec a režisér
- 12. ledna
  - Ján Mészároš, slovenský fotbalista
  - Jeff Bezos, americký podnikatel, ředitel Amazonu
  - Valdo Filho, brazilský fotbalista
- 13. ledna
  - Bill Bailey, britský komik, hudebník a moderátor
  - Gloria Siebertová, východoněmecká atletka, překážkářka
- 14. ledna
  - Beverley Kinchová, britská atletka, sprinterka a dálkařka
  - Henk Duut, nizozemský fotbalový obránce
- 17. ledna
  - Igor Lančarič, slovenský fotbalista († 2006)
  - Michelle Fairleyová, irská herečka
  - Michelle Obamová, americká právnička a první dáma USA
  - Sergio Allievi, německý fotbalový útočník
- 20. ledna
  - Fareed Zakaria, americký spisovatel a žurnalista indického původu
  - Željko Komšić, bosenský politik
- 21. ledna – Gérald Passi, francouzský fotbalista
- 23. ledna – Mariska Hargitay, americká herečka
- 24. ledna
  - Stefano Cerioni, italský sportovní šermíř
  - Violeta Bulcová, slovinská podnikatelka a politička
- 26. ledna
  - Christo Filčev, bulharský řecko-římský zápasník
  - Susannah Melvoin, americká zpěvačka, skladatelka a herečka
  - Zaíd Raád Zaíd Husajn, jordánský diplomat
- 27. ledna
  - Bridget Fonda, americká herečka
  - Peter Geroč, slovenský fotbalový záložník
- 28. ledna
  - Rasim Ljajić, srbský ministr obchodu
  - Rozália Husztiová, rumunská a německá sportovní šermířka maďarské národnosti
- 29. ledna – Ruchama Avraham, izraelská politička a poslankyně
- 31. ledna
  - Jeff Hanneman, americký kytarista skupiny Slayer († 2. května 2013)
  - Oto Haščák, slovenský hokejový útočník
- 01. února – Eli Ohana, izraelský fotbalista a trenér
- 02. února
  - Diane Charlemagne, anglická zpěvačka († 28. října 2015)
  - No Kjong-son, jihokorejský zápasník, volnostylař
- 03. února
  - Ivan Gondáš, slovenský politik
  - Marcel Palonder, slovenský zpěvák a hudební pedagog
- 04. února – Ann Powers, americká hudební kritička a spisovatelka
- 05. února
  - Helena Bergströmová, švédská herečka
  - Laura Linneyová, americká herečka
  - Duff McKagan, americký baskytarista (Guns N' Roses)
- 07. února – Jacek Podsiadło, polský básník a novinář
- 09. února
  - Antonio McKay, americký atlet, sprinter
  - Johanna Miklová-Leitnerová, rakouská politička
- 10. února
  - Francesca Neri, italská herečka
  - Ruthie Foster, americká zpěvačka
- 12. února – Michel Petit, kanadský hokejový obránce
- 13. února
  - Christopher Eccleston, britský herec
  - Yamantaka Eye, japonský zpěvák
- 14. února – Gustavo Dezotti, argentinský fotbalový útočník
- 15. února  –  Leland Devon Melvin, americký vědec a kosmonaut
- 16. února
  - Andrej Zvjagincev, ruský režisér a scenárista
  - Christopher Eccleston, britský herec
  - Valentina Jegorovová, ruská atletka, maratonistka
- 17. února – Ľubomír Švajlen, slovenský házenkář, brankář
- 18. února – Matt Dillon, americký herec a režisér
- 19. února
  - Doug Aldrich, americký kytarista Whitesnake
  - Jennifer Doudna, americká biochemička a molekulární biologička, nositelka Nobelovy ceny za chemii
- 20. února
  - Christian Ruuttu, finský hokejový útočník
  - Kusuma Wardhani, indonéská lukostřelkyně († 12. listopadu 2023)
- 21. února
  - Jevgenij Germanovič Vodolazkin, ruský spisovatel
  - Mark Kelly, americký astronaut
  - Scott Kelly, americký letec a astronaut
- 22. února
  - Gigi Fernándezová, americká tenistka
  - William Tanui, keňský atlet, běžec
  - Magnus Wislander, švédský házenkář
- 23. února – John Norum, norský kytarista skupiny Europe
- 24. února
  - Ute Gewenigerová, východoněmecká plavkyně
  - Serge Hélan, francouzský atlet, trojskokan
- 26. února – Vladimir Krylov, sovětský atlet, sprinter
- 28. února – Lotta Lotass, švédská autorka a literární vědkyně
- 29. února – Larisa Pelešenková, ruská atletka, koulařka
- 07. března
  - Bret Easton Ellis, americký spisovateľ
  - Michail Viktorovič Popkov, ruský sériový vrah
- 10. března – Edward, vévoda z Edinburghu, člen britské královské rodiny
- 11. března
  - Raimo Helminen, finský lední hokejista
  - Vinnie Paul, americký metalový bubeník a producent († 2018)
- 20. března – Natacha Atlas, belgická zpěvačka
- 25. března – Alexej Prokurorov, ruský bežec na lyžiach († 2008)
- 01. dubna – Scott Stevens, kanadský lední hokejista
- 03. dubna
  - Andrej Lomakin, ruský hokejový útočník († 9. prosince 2006)
  - Bjarne Riis, dánský profesionální cyklista
- 04. dubna – Ivan Korčok, slovenský diplomat, politik
- 07. dubna – Russell Crowe, novozélandský herec, režisér a producent
- 20. dubna – Andy Serkis, anglický herec
- 24. dubna – Djimon Hounsou, americko-francouzský herec
- 11. května – Ahmad Šajch, jemenský judista
- 15. května – Lars Løkke Rasmussen, dánský politik
- 19. května – Miloslav Mečíř, slovenský tenista
- 21. května – Ivan Bella, slovenský kosmonaut
- 26. května – Lenny Kravitz, americký rockový hudebník
- 02. červnaĽudovít Lancz, slovenský fotbalista († 2004)
- 03. června
  - Daniel E. Lieberman, americký paleoantropolog
  - Kerry King, americký kytarista
  - Lucia Žitňanská, slovenská politička
- 07. června – Jana Hubinská, slovenská herečka
- 15. června
  - Courteney Cox, americká filmová a televizní herečka
  - Michael Laudrup, dánský fotbalista a trenér
- 18. června – Hans Florine, americký horolezec
- 22. června – Dan Brown, americký spisovatel
- 24. června – Christopher Steele, britský zpravodajský důstojník
- 06. července – John Ottman, americký hudební skladatel
- 09. července
  - Courtney Love, americká rocková muzikantka a herečka.
  - Gianluca Vialli, taliansky futbalista a tréner († 2023)
- 11. července – Craig Charles, britský herec
- 16. července – Miguel Indurain, španělský cyklista
- 21. července – Chris Cornell, americký zpěvák († 17. května 2017)
- 23. července – Nick Menza, americký metalový a jazzový bubeník nemeckého pôvodu, bývalý člen skupiny Megadeth († 2016)
- 25. července – Anne Applebaumová, americká novinářka a spisovatelka
- 26. července – Sandra Bullock, americká herečka
- 01. srpna – Kaspar Capparoni, italský herec
- 09. srpna – Brett Hull, kanadsko-americký hokejista
- 12. srpna – Viliam Loviška, slovenský malíř a sochař
- 15. srpna – Melinda Gatesová, americká manažérka a filantropka
- 16. srpna – Jimmy Arias, americký tenista
- 22. srpna – Mats Wilander, švédský tenista
- 25. srpna – Maxim Koncevič, ruský matematik
- 29. srpna – Jordi Arrese, španělskýy tenista
- 02. září – Keanu Reeves, americký herec
- 15. září – Robert Fico, slovenský politik
- 18. září – Peter Hámor, slovenský horolezec
- 22. září – Vladimír Weiss, slovenský fotbalista a trenér
- 24. září – Brian Kehew, americký hudebník a producent
- 25. září –
  - Robo Grigorov, slovenský hudební skladatel a zpěvák
  - Carlos Ruiz Zafón, španělský prozaik († 19. června 2020)
- 30. září – Monica Bellucciová, italská herečka
- 03. října – Clive Owen, anglický herec
- 09. října – Guillermo Del Toro, mexický režisér, scenárista a producent
- 11. října – Uwe Ampler, německý cyklista
- 13. října – Koba Kurtanydze, sovětský a gruzínský judista († 6. prosince 2005)
- 20. října – Kamala Harrisová, americká advokátka a politička Demokratické strany, 49. viceprezident USA jako první žena
- 21. října –  Jon Carin, americký hudebník, zpěvák, skladatel a producent
- 28. října – Mouss Diouf, francouzský herec († 7. července 2012)
- 31. října
  - Marco van Basten, nizozemský fotbalista a trenér
  - Joram Marci'ano, izraelský politik a poslanec
- 11. listopadu – Calista Flockhart, americká herečka
- 12. listopadu – David Ellefson, americký baskytarista
- 13. listopadu – Ronald Agénor, haitský tenista
- 16. listopadu – Diana Krall, kanadská jazzová zpěvačka a pianistka
- 22. listopadu – Tor Eckhoff, norský otužilec a youtuber, známý jako Apetor
- 25. listopadu – Mark Lanegan, americký rockový hudebník a písničkář
- 26. listopadu – Vreni Schneiderová, švýcarská lyžařka
- 27. listopadu – Roberto Mancini, italský fotbalista
- 29. listopadu – Jozef Urban, slovenský básník († 1999)
- 01. prosince
  - Salvatore Schillaci, italský fotbalový útočník († 18. září 2024)
  - Stanislav Gorel, slovenský fotbalový obránce
- 03. prosince – Miroslav Fabián, slovenský fotbalista
- 04. prosince
  - Feridun Zaimoglu, německý spisovatel a výtvarník tureckého původu
  - Sevil Shhaidehová, rumunská politička a ekonomka
- 05. prosince
  - Cliff Eidelman, americký hudební skladatel a dirigent
  - Marcin Pałys, polský chemik a univerzitní rektor
- 8. prosince
  - Peter Hnilica, slovenský fotbalista
  - Richard David Precht, německý filozof a spisovatel
  - Teri Hatcherová, americká herečka
- 09. prosince
  - Paul Landers, německý kytarista skupiny Rammstein
  - Peter Blangé, nizozemský volejbalista
- 10. prosince – Taisija Povalij, ukrajinská zpěvačka
- 11. prosince
  - Carolyn Waldo, kanadská synchronizovaná plavkyně
  - Ella Kovacsová, rumunská atletka, běžkyně
- 12. prosince – Kenneth Todd Ham, americký kosmonaut
- 13. prosince
  - Hide, japonský hudobník, spevák a textár († 1998)
  - Lucky Peterson, americký zpěvák, kytarista a klávesista († 17. května 2020)
- 16. prosince
  - Heike Drechslerová, německá atletka, dálkařka a sprinterka
  - John Kirwan, novozélandský ragbista
- 17. prosince – Ferenc Bene, maďarský fotbalový útočník
- 18. prosince – Stone Cold Steve Austin, americký herec a wrestler
- 19. prosince
  - Arvydas Sabonis, litevský basketbalista
  - Béatrice Dalle, francouzská herečka
  - Thomas Brussig, německý spisovatel a scenárista
- 22. prosince – Angela Jamesová, kanadská lední hokejistka
- 23. prosince
  - Avraham Šarir, izraelský politik a ministr
  - Juraj Ontko, slovenský vodní slalomář, kanoista
- 24. prosince
  - Jean-Paul Civeyrac, francouzský filmový režisér
  - Kenny Earl, americký bubeník, člen skupiny Manowar
- 25. prosince – Gary McAllister, skotský fotbalista
- 28. prosince – Laurence Modaineová, francouzská sportovní šermířka
- 30. prosince – Vilmos Szabó, rumunský sportovní šermíř
- ? – Annie Leonard, americká spisovatelka

## Úmrtí

### Česko

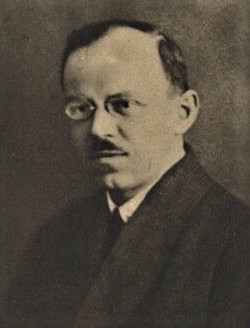
Emil Vachek († 4. května)

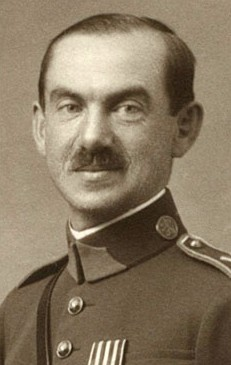
Bohuslav Fiala († 16. září)

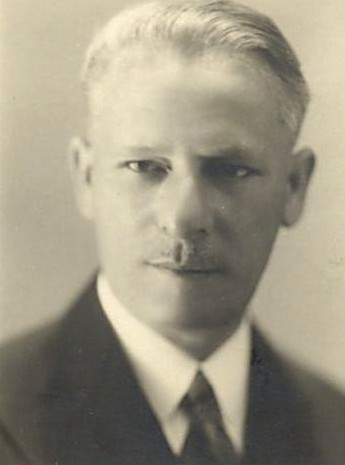
František Novotný († 20. září)

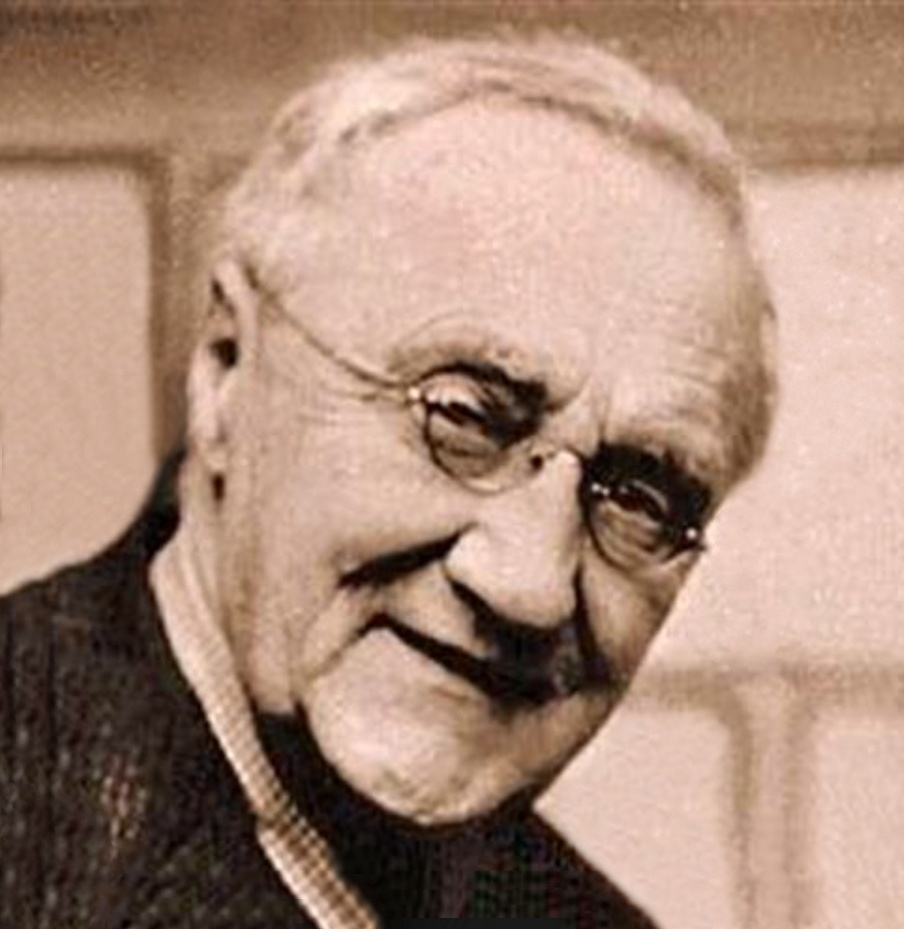
Karel Vik († 8. října)

- 11. ledna – Antonín Dědourek, český knihař a nakladatel (* 2. května 1882)
- 15. ledna – Eugen Wiškovský, český filolog a fotograf (* 20. září 1888)
- 16. ledna – Milan Fijala, československý politik slovenské národnosti (* 16. února 1877)
- 19. ledna – Josef Adámek, československý politik (* 25. března 1881)
- 20. ledna – Jan Rychlík, hudební skladatel (* 27. dubna 1916)
- 22. ledna – Miroslav Ambro, kameraman a režisér dabingu (* 17. února 1934)
- 28. ledna – Vladislav Brdlík, zemědělský odborník, ministr československé vlády (* 26. července 1879)
- 12. února – František Xaver Boštík, básník, spisovatel a fotograf (* 27. října 1883)
- 15. února – Adolf Šimperský, československý fotbalový reprezentant (* 5. srpna 1909)
- 15. března – Július Klimko, československý politik (* 12. dubna 1871)
- 21. března – Wolfgang Dorasil, sudetoněmecký hokejista (* 7. března 1903)
- 23. března – Míla Mellanová, česká herečka (* 23. srpna 1899)
- 04. dubna – Václav Hadač, český archivář (* 13. srpna 1891)
- 05. dubna – František Formánek, český sochař, konstruktér a vynálezce (* 1. dubna 1888)
- 14. dubna – Kurt Brass, československý politik německé národnosti (* 4. října 1880)
- 24. dubna – Josef Hais Týnecký, spisovatel (* 3. března 1885)
- 29. dubna - Jarmila Svatá, česká herečka a spisovatelka (* 23. září 1903)
- 30. dubna – Jan Obenberger, profesor entomologie na Karlově univerzitě v Praze (* 15. května 1892)
- 01. května – Emil Vachek, spisovatel (* 2. února 1889)
- 03. května – Ludwig Eichholz, sudetoněmecký politik (* 16. února 1903)
- 26. května – František Pala, hudební vědec (* 9. května 1887)
- 05. června – Jiří Havelka, československý právník a politik, protektorátní ministr dopravy (* 25. července 1892)
- 07. června – Vítězslav Veselý, chemik a vysokoškolský pedagog (* 29. prosince 1877)
- 09. června – Václav Kubásek, filmař, herec, scenárista a režisér (* 3. června 1897)
- 12. června – Otakar Husák, československý generál, legionář a ministr obrany (* 23. dubna 1885)
- 20. června – Bartoloměj Kutal, děkan olomoucké teologické fakulty (* 26. srpna 1883)
- 22. června – Jindřich Máslo, hudební pedagog a skladatel (* 11. dubna 1875)
- 26. června – Mirko Očadlík, hudební vědec (* 1. března 1904)
- 09. července – Richard Kubla, operní pěvec (* 11. února 1890)
- 14. července – Jaroslav Eminger, československý generál (* 4. června 1886)
- 12. srpna – Rudolf Maria Mandé, dirigent a hudební skladatel (* 12. ledna 1904)
- 13. srpna – Jindřich Urbánek, lékař a politik (* 6. července 1884)
- 15. srpna – Jaroslav Kabeš, čs. ministr financí (* 18. května 1896)
- 19. srpna – Aleš Podhorský, divadelní režisér a herec (* 19. dubna 1900)
- 21. srpna
  - Rudolf Col, katolický teolog a biblista (* 29. října 1902)
  - Miloš Vávra, lékař a amatérský herec (* 1. ledna 1894)
  - Bedřich Karen, divadelní a filmový herec (* 15. října 1887)
- 22. srpna – Emil Lehmann, sudetoněmecký folklorista a etnograf (* 18. listopadu 1880)
- 24. srpna – Drahomíra Stránská, československá etnografka a pedagožka (* 8. prosince 1899)
- 27. srpna – Alois Adamus, český historik a archivář (* 28. ledna 1878)
- 28. srpna – Vlastislav Hofman, architekt, urbanista a malíř (* 6. února 1884)
- 29. srpna – Josef Šroubek, fotbalista a lední hokejista (* 2. prosince 1891)
- 16. září – Bohuslav Fiala, generál (* 29. ledna 1890)
- 17. září – Josef Jambor, malíř (* 29. října 1887)
- 20. září – František Novotný, klasický filolog a překladatel (* 29. srpna 1881)
- 08. října – Karel Vik, český malíř (* 4. listopadu 1883)
- 10. října – František Pícha, hudební skladatel a pedagog, sběratel lidových písní (* 3. října 1893)
- 20. října – Antonín Hojer, fotbalista (* 31. března 1894)
- 21. října – Jaromíra Hüttlová, spisovatelka a překladatelka (* 11. listopadu 1893)
- 26. října
  - Josef Marcel Sedlák, spisovatel (* 7. května 1895)
  - Rudolf Hromada, autor esperantských slovníků a překladatel (* 9. listopadu 1890)
- 03. listopadu – Jaroslav Mackerle, architekt, historik, etnograf (* 8. srpna 1913)
- 09. listopadu – Felix Weltsch, česko-izraelský, německy i hebrejsky píšící novinář, spisovatel, filosof (* 6. října 1884)
- 18. listopadu – Jan Dvořáček, československý fotbalový reprezentant (* 29. ledna 1902)
- 19. listopadu – Josef Bartovský, hudební skladatel (* 3. prosince 1884)
- 25. listopadu – Jan Šoupal, hudební skladatel, sbormistr a dirigent (* 21. října 1892)
- 28. listopadu
  - Rudolf Myzet, český herec, režisér a scenárista (* 11. června 1888)
  - Hanuš Zápal, český architekt (* 7. února 1885)
- 03. prosince – Bohumil Schweigstill, pedagog a autor loutkových her (* 27. března 1875)
- 09. prosince – Václav Marel, hudební skladatel (* 18. července 1904)
- 16. prosince – Hanuš Svoboda, hudební skladatel a pedagog (* 15. června 1876)
- 27. prosince – Michal Slávik, československý politik slovenské národnosti (* 27. září 1880)
- 29. prosince – Miroslav Krejčí, hudební skladatel a pedagog (* 4. listopadu 1891)

### Svět

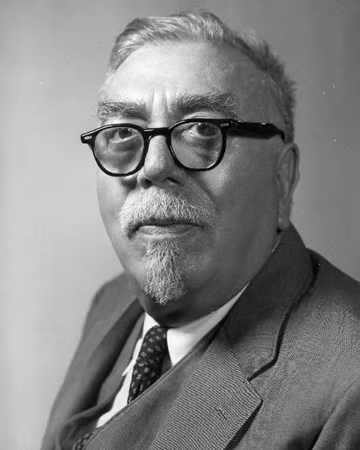
Norbert Wiener († 18. března)

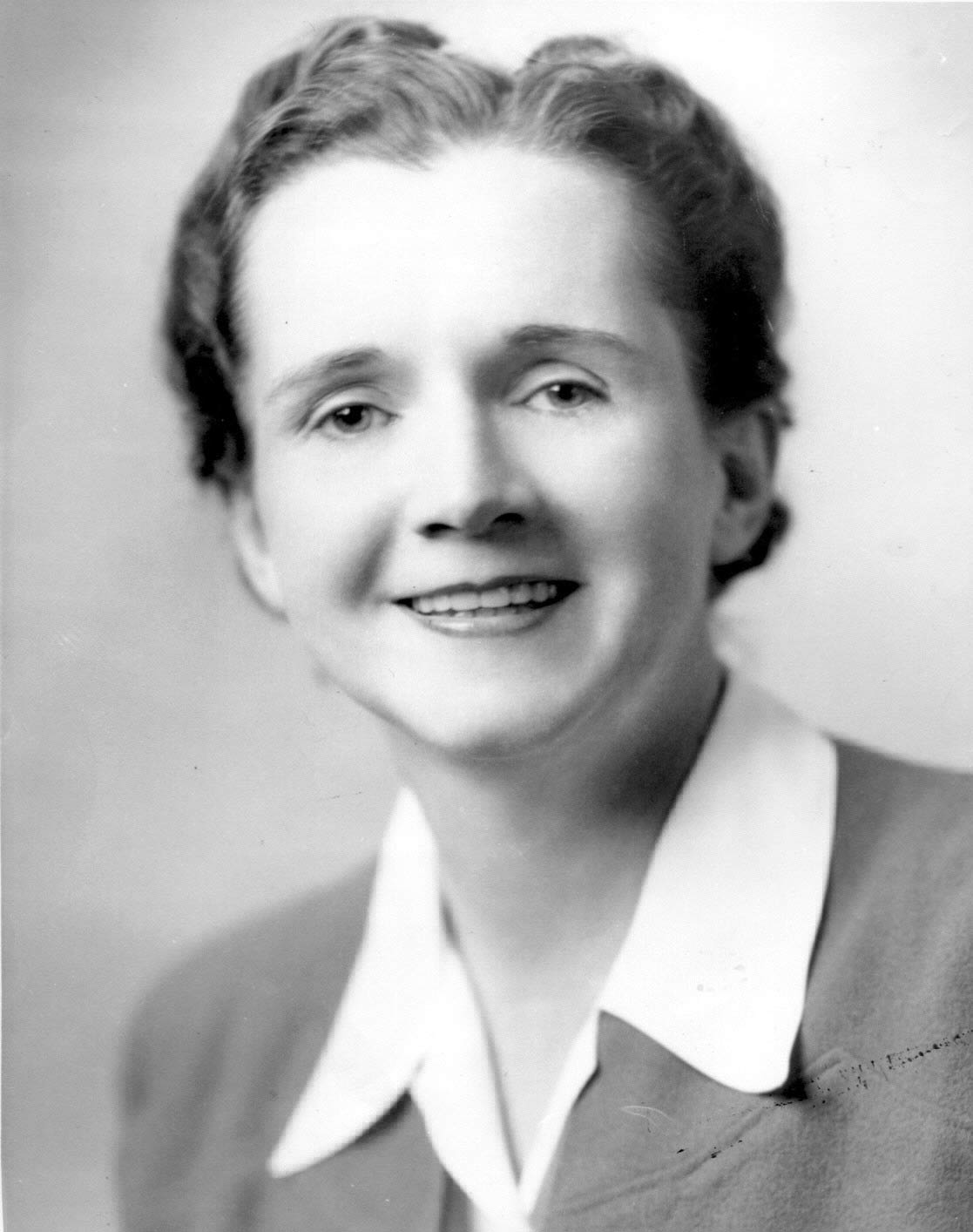
Rachel Carsonová († 14. dubna)

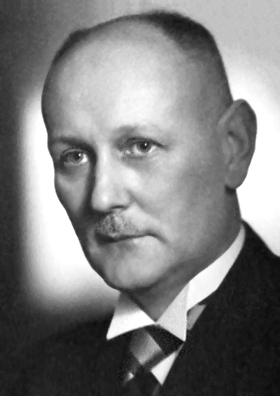
Gerhard Domagk († 24. dubna)

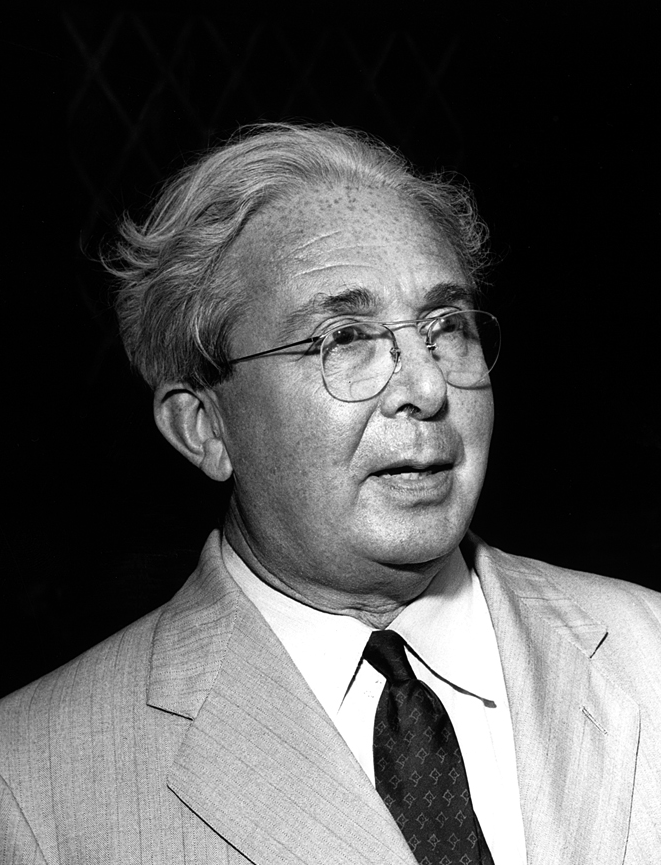
Leó Szilárd († 30. května)

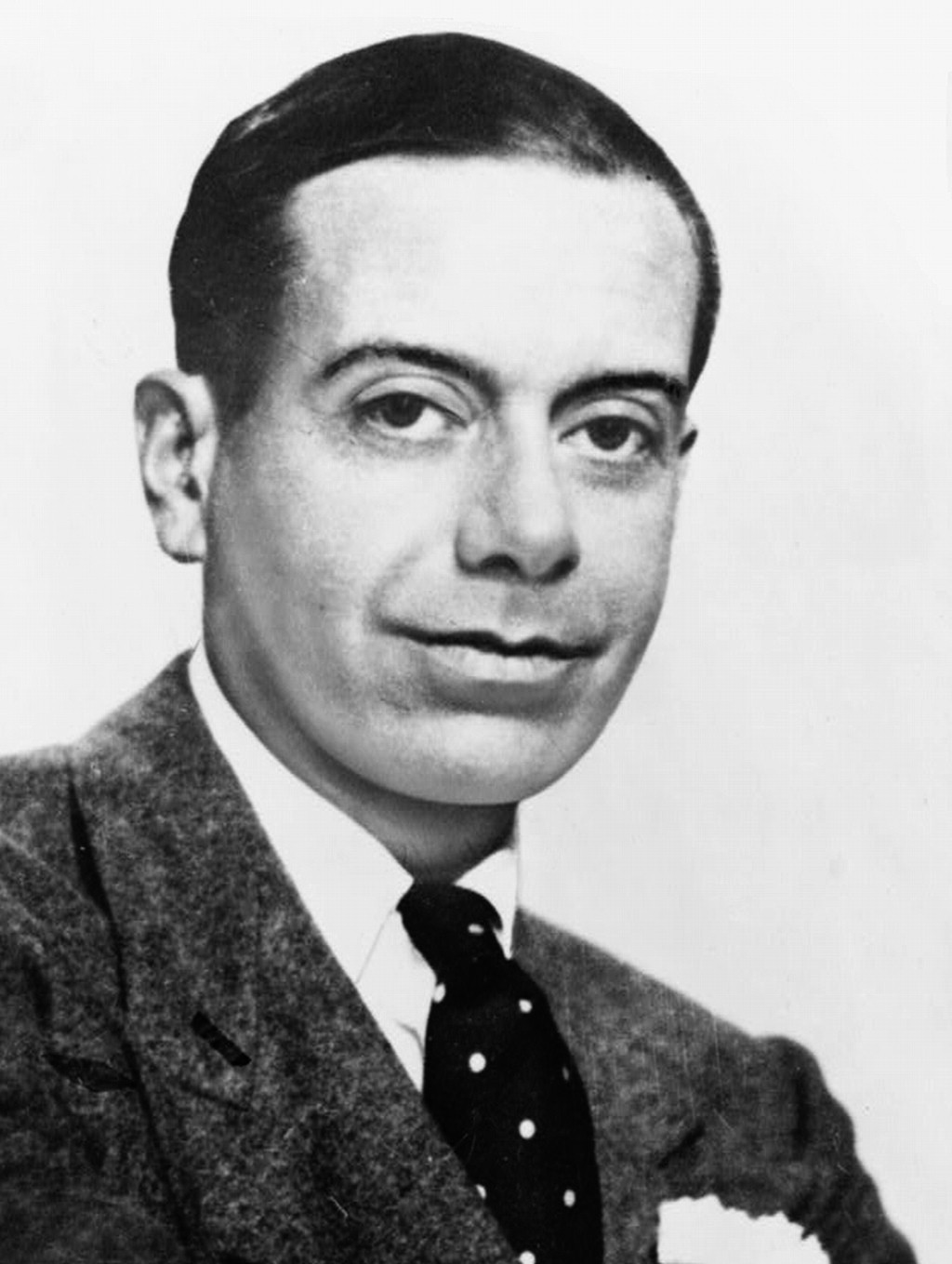
Cole Porter († 15. října)

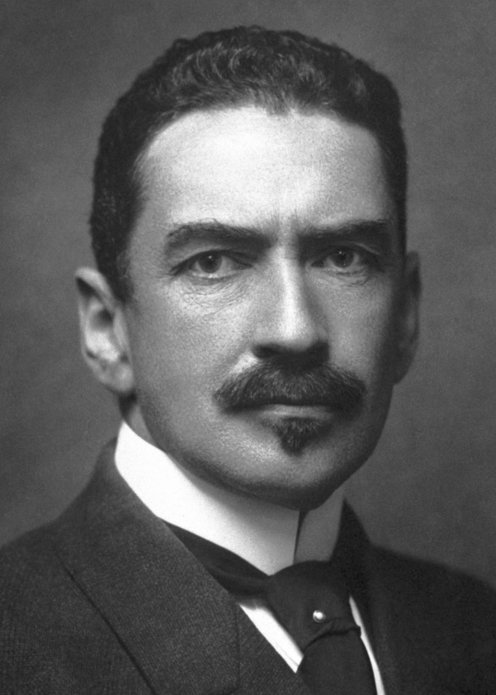
Hans von Euler-Chelpin († 6. listopadu)

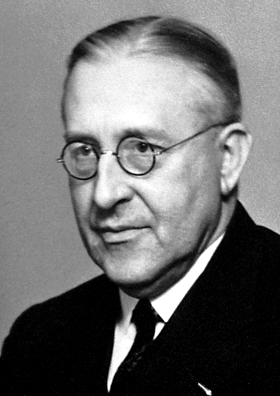
Victor Franz Hess († 17. prosince)

- 04. ledna – Wilhelm Heckrott, německý malíř a grafik (* 15. ledna 1890)
- 06. ledna – Werner Kempf, generál tankových jednotek Wehrmachtu (* 9. března 1886)
- 07. ledna – Reg Parnell, britský pilot Formule 1 (* 2. července 1911)
- 08. ledna – Julius Raab, rakouský kancléř (* 29. listopadu 1891)
- 09. ledna – Halide Edip Adıvar, turecká spisovatelka a politička (* 1883)
- 15. ledna – Jack Teagarden, americký jazzový pozounista a zpěvák (* 20. srpna 1905)
- 16. ledna – Aharon Cizling, izraelský ministr zemědělství (* 26. února 1901)
- 21. ledna – Suzanne Renaud, francouzská básnířka a překladatelka (* 30. září 1889)
- 03. února – Clarence Irving Lewis, americký filozof a logik (* 12. dubna 1883)
- 04. února – Alfred Wiener, německý bojovník proti antisemitismu a rasismu (* 16. března 1885)
- 05. února – Harold McMunn, kanadský hokejista, zlato na OH 1924 (* 6. října 1902)
- 06. února – Emilio Aguinaldo, prezident první filipínské republiky (* 22. března 1869)
- 07. února – Flaminio Bertoni, italský automobilový konstruktér, malíř, sochař a architekt (* 10. ledna 1903)
- 08. února – Ernst Kretschmer, německý psychiatr (* 8. října 1888)
- 12. února – Gerald Gardner, anglický úředník, antropolog, spisovatel a okultista (* 13. června 1884)
- 15. února – Réginald Marie Garrigou-Lagrange, francouzský teolog (* 21. února 1877)
- 13. února – Patrick Ryan, americký olympijský vítěz v hodu kladivem (* 4. ledna 1881)
- 17. února – Heinrich Tietze, rakouský matematik (* 31. srpna 1880)
- 18. února
  - Ján Borodáč, slovenský herec, dramatik, divadelní režisér a pedagog (* 18. června 1892)
  - Joseph-Armand Bombardier, kanadský vynálezce (* 16. dubna 1907)
- 25. února
  - Alexander Archipenko, ukrajinsko americký sochař a grafik (* 30. května 1887)
  - Maurice Farman, francouzský automobilový závodník, letec a konstruktér (* 21. března 1877)
- 06. března – Pavel I. Řecký, řecký král (* 14. prosince 1901)
- 08. března – Franz Alexander, maďarsko-americký psychoanalytik (* 22. ledna 1891)
- 09. března – Paul von Lettow-Vorbeck, německý generál (* 20. března 1870)
- 10. března – Oliver Sandys, britská spisovatelka, scenáristka a herečka (* 7. října 1886)
- 12. března – Peder Christian Andersen, norský sportovní funkcionář, rozhodčí a novinář (* 5. dubna 1892)
- 18. března
  - Sigfrid Edström, předseda Mezinárodního olympijského výboru (* 21. listopadu 1870)
  - Norbert Wiener, americký matematik, zakladatel kybernetiky (* 26. listopadu 1894)
- 23. března – Peter Lorre, americký herec a režisér (* 26. června 1904)
- 05. dubna – Douglas MacArthur, generál armády Spojených států amerických (* 26. ledna 1880)
- 07. dubna – Konštantín Čulen, slovenský politik, novinář a historik (* 26. února 1904)
- 10. dubna – Eino Antero Luukkanen, finský stíhací pilot (* 4. června 1909)
- 14. dubna – Rachel Carsonová, americká zooložka (* 27. května 1907)
- 16. dubna – Mordechaj Šatner, izraelský politik (* 1904)
- 19. dubna – Štefan Barnáš, slovenský biskup a filozof (* 19. ledna 1900)
- 20. dubna
  - Georg Johansson-Brandius, švédský hokejista (* 10. května 1898)
  - August Sander, německý fotograf (* 17. listopadu 1876)
- 23. dubna – Karl Polanyi, maďarsko-kanadský historik, filozof a ekonom (* 25. října 1886)
- 24. dubna – Gerhard Domagk, německý lékař, Nobelova cena 1939 (* 30. října 1895)
- 28. dubna – Alexandre Koyré, historik a filosof ruského původu (* 29. srpna 1882)
- 02. května – Nancy Astor, první členka britské Dolní sněmovny (* 19. května 1879)
- 08. května – Masuzó Šikata, japonský chemik (* 10. srpna 1895)
- 09. května – Erik Malmberg, švédský zápasník, olympijský vítěz (* 15. března 1897)
- 15. května – Vladko Maček, chorvatský politik (* 20. června 1879)
- 17. května – Otto Ville Kuusinen, finský a sovětský politik a básník (* 4. října 1881)
- 22. května – Michał Karaszewicz-Tokarzewski, polský generál (* 5. ledna 1893)
- 27. května – Džaváharlál Néhrú, indický premiér (* 14. listopadu 1889)
- 30. května – Leó Szilárd, americký fyzik maďarského původu (* 11. února 1898)
- 03. června – Frans Eemil Sillanpää, finský spisovatel, Nobelova cena za literaturu (* 16. září 1888)
- 05. června – Nikolaj Sviščev-Paola, sovětský fotograf (* 1874)
- 11. června
  - Adléta Šlesvicko-Holštýnsko-Sonderbursko-Glücksburská, kněžna ze Solms-Baruth (* 19. října 1889)
  - Werner Heuser, německý expresionistický malíř (* 11. listopadu 1880)
- 18. června – Giorgio Morandi, italský malíř a grafik (* 20. července 1890)
- 25. června
  - Augusta Marie Luisa Bavorská, bavorská princezna a rakouská arcivévodkyně (* 28. dubna 1875)
  - Gerrit Rietveld, holandský architekt a designér (* 24. června 1888)
- 29. června – Eric Dolphy, americký jazzový saxofonista, flétnista a basklarinetista (* 20. června 1928)
- 01. července – Pierre Monteux, francouzský dirigent (* 4. dubna 1875)
- 05. července – Milan Michal Harminc, slovenský architekt (* 7. října 1869)
- 07. července – Lillian Copelandová, americká olympijská vítězka v hodu diskem (* 25. listopadu 1904)
- 11. července – Maurice Thorez, vůdce francouzské komunistické strany (* 28. dubna 1900)
- 16. července – Alfred Junge, německo-britský filmový produkční (* 29. ledna 1886)
- 24. července – Albert Edwin Roberts, australský fotograf (* 26. února 1878)
- 31. července – Jim Reeves, americký zpěvák (* 20. srpna 1923)
- 03. srpna – Flannery O'Connorová, americká spisovatelka (* 25. března 1925)
- 07. srpna – Aleksander Zawadzki, prezident Polska (* 16. prosince 1899)
- 11. srpna – Leopold Mannes, americký hudebník, vynálezce barevného reverzního filmu (* 26. prosince 1899)
- 12. srpna – Ian Fleming, anglický spisovatel (* 28. května 1908)
- 21. srpna – Palmiro Togliatti, předseda komunistické strany Itálie (* 26. března 1893)
- 22. srpna – Cecil von Renthe-Fink, německý diplomat (* 27. ledna 1885)
- 12. září – Sergiusz Piasecki, polský spisovatel (* 1. dubna 1901)
- 14. září
  - Lord Raglan, britský šlechtic, voják, včelař, farmář a nezávislý učenec (* 10. června 1885)
  - Vasilij Grossman, ruský spisovatel (* 12. prosince 1905)
- 17. září – Clive Bell, britský kritik umění (* 16. září 1881)
- 29. září – Frederic Tootell, americký olympijský vítěz v hodu kladivem z roku 1924 (* 9. září 1903)
- 10. října – Eddie Cantor, americký komik, tanečník a zpěvák (* 31. ledna 1893)
- 15. října – Cole Porter, americký hudební skladatel a textař (* 9. června 1891)
- 20. října – Herbert Hoover, prezident USA (* 10. srpna 1874)
- 27. října
  - Fred Herko, americký herec, tanečník, choreograf, hudebník (* 23. února 1936)
  - Rudolph Maté, polský filmový režisér a kameraman (* 21. ledna 1898)
- 06. listopadu
  - Hugo Koblet, švýcarský cyklista(* 21. března 1925)
  - Hans von Euler-Chelpin, švédský biochemik, nositel Nobelovy ceny (* 15. února 1873)
- 24. listopadu – László Moholy-Nagy, maďarský malíř a fotograf (* 20. července 1895)
- 28. listopadu – Ville Pörhölä, finský olympijský vítěz ve vrhu koulí (* 24. prosince 1897)
- 01. prosince
  - J. B. S. Haldane, britský genetik a evoluční biolog (* 5. listopadu 1892)
  - Arkadij Alexandrovič Sobolev, stálý zástupce SSSR při OSN (* 1903)
- 09. prosince – Edith Sitwell, anglická básnířka (* 7. září 1887)
- 11. prosince
  - Sam Cooke, americký písničkář, král soulu (* 22. ledna 1931)
  - Alma Mahlerová, rakouská autorka memoárové literatury (* 31. srpna 1879)
- 17. prosince – Victor Franz Hess, rakouský fyzik, Nobelova cena za fyziku (* 24. června 1883)
- 19. prosince – Hugon Hanke, ministerský předseda polské exilové vlády (* 26. března 1904)
- 21. prosince – Carl van Vechten, americký spisovatel a fotograf (* 17. června 1880)
- 24. prosince – Kukša Oděský, světec Ukrajinské pravoslavné církve (* 25. ledna 1875)

## Hlavy států
- Československo – Antonín Novotný (1957–1968) (premiér Jozef Lenárt 1963–1968)
- Čína – Mao Ce-tung (1949–1976)
- Dánsko – Frederik IX. (1947–1972)
- Egypt – Gamál Násir (1956–1970)
- Francie – Charles de Gaulle (1959–1969)
- Itálie – Antonio Segni (1962–1964) / Giuseppe Saragat (1964–1971)
- Japonsko – Hirohito (1926–1989)
- Maďarsko – István Dobi (1952–1967)
- Německá demokratická republika – Walter Ulbricht (1960–1973)
- Nizozemsko – Juliána Nizozemská (1948–1980)
- Rakousko – Adolf Schärf (1957–1965) (kancléř Alfons Gorbach 1961–1964 / Josef Klaus 1964–1970)
- Řecko – Pavel I. (1947–1964) / Konstantin II. (1964–1973)
- Sovětský svaz – Nikita Sergejevič Chruščov (1953–1964) / Leonid Iljič Brežněv (1964–1982)
- Spojené království – Alžběta II. (1952–2022) (premiér Alec Douglas-Home 1963–1964 / Harold Wilson 1964–1970)
- Spolková republika Německo – Heinrich Lübke (1959–1969) (kancléř Ludwig Erhard 1963–1966)
- Španělsko – Francisco Franco (1939–1975)
- Švédsko – Gustav VI. Adolf (1950–1973)
- Turecko – Cemal Gürsel (1960–1966)
- USA – Lyndon B. Johnson (1963–1969)
- Vatikán – Pavel VI. (1963–1978)

### Digitální archivy k roku 1964
- Československý filmový týdeník v archivu České televize – rok 1964
- Dokumentární cyklus České televize Retro – rok 1964
- Pořad stanice Český rozhlas 6 Rok po roce – rok 1964
- Rudé právo v archivu Ústavu pro českou literaturu – ročník 44 rok 1964